# Paris-Nice 2019
Le Paris-Nice 2019 est la 77e édition de cette course cycliste sur route masculine. La compétition a lieu du 10 au 17 mars 2019 en France, entre Saint-Germain-en-Laye et Nice. C'est la sixième épreuve de l'UCI World Tour 2019, le calendrier le plus important du cyclisme sur route.
La course est remportée par le Colombien Egan Bernal (Team Sky), qui apporte à son équipe une sixième victoire au classement général sur Paris-Nice (la quatrième en cinq ans). Âgé de 22 ans, ce qui en fait le deuxième plus jeune vainqueur de l'histoire de l'épreuve, juste après René Vietto en 1935, Bernal s'adjuge également le classement du meilleur jeune. Son compatriote Nairo Quintana (Movistar) termine deuxième, tandis que son coéquipier Michal Kwiatkowski complète le podium et remporte le classement par points. Le Belge Thomas De Gendt (Lotto-Soudal) gagne pour la deuxième année consécutive le classement de la montagne, alors que le Team Sky remporte le classement par équipes.

## Présentation
Paris-Nice, course créée en 1933, connaît en 2019 sa 77e édition. Elle est organisée depuis 2002 par Amaury Sport Organisation (ASO), entreprise qui est notamment propriétaire du Tour de France, de Paris-Roubaix, Liège-Bastogne-Liège. C'est la sixième épreuve de l'UCI World Tour 2019 et une première occasion pour les meilleurs grimpeurs et coureurs de course par étape de se mesurer et de se préparer en vue des classiques ardennaises et des grands tours,,.

### Parcours
Ce Paris-Nice part de Saint-Germain-en-Laye le 10 mars et arrive à Nice le 17 mars après huit étapes. Les trois premières étapes, disputées respectivement dans les Yvelines, entre Les Bréviaires et Bellegarde (Loiret) et entre Cepoy et Moulins-Yzeure (Allier), sont propices à des arrivées au sprint. La cinquième étape est un contre-la-montre sur les routes des Bouches-du-Rhône. Trois étapes présentent un parcours accidenté et de montagne montagne, « enchaînant cols de 1re et 2e catégories » : la quatrième étape entre Vichy et Pélussin et les deux dernières, toutes deux disputées entièrement dans les Alpes-Maritimes. La septième étape part de Nice pour arriver au col de Turini, connu pour les passages du Rallye Monte-Carlo, emprunté à trois reprises par le Tour de France entre 1948 et 1973. Il figure pour la première fois au parcours de Paris-Nice et est abordé par son versant le plus difficile, présentant une pente moyenne de 7,3 % sur 15 km. La dernière étape part et arrive à Nice, après être notamment passée par le col d'Èze.

### Équipes
Paris-Nice étant une manche du World Tour, les dix-huit WorldTeams participent à la course. Les cinq équipes continentales professionnelles françaises, Cofidis, Direct Énergie, Vital Concept-B&B Hôtels, Arkéa-Samsic et Delko-Marseille-Provence, sont invitées, de sorte que vingt-trois équipes sont présentes. Parmi les formations invitées, seule la Cofidis est assurée de courir le prochain Tour de France. Si l'équipe Delko-Marseille-Provence est probablement hors de cette course aux invitations, les deux dernières places devraient se jouer entre Direct Energie, Arkea-Samsic et Vital Concept-B&B Hotels. Il s'agit d'un des enjeux de ce Paris-Nice pour ces trois équipes,.
| WorldTeams (18)- AG2R La Mondiale - Astana - Bahrain-Merida - Bora-hansgrohe - CCC Team - Deceuninck-Quick Step - Dimension Data - EF Education First - Groupama-FDJ - Team Jumbo-Visma - Katusha-Alpecin - Lotto Soudal - Mitchelton-Scott - Movistar Team - Sky - Team Sunweb - Trek-Segafredo - UAE Team Emirates Équipes continentales professionnelles (5)- Arkéa-Samsic - Cofidis, Solutions Crédits - Delko-Marseille Provence - Direct Énergie - Vital Concept-B&B Hotels |
| |

### Favoris et principaux participants
Vainqueur en 2018, l'Espagnol Marc Soler vient défendre son titre sur cette édition. Il est accompagné au sein de l'équipe Movistar d'un autre favori de la course, le Colombien Nairo Quintana, récent vainqueur d'une étape du Tour Colombia. Ils sont notamment épaulés par Richard Carapaz et Winner Anacona. L'équipe Astana se présente avec quatre coureurs ayant remporté une course par étapes en début de saison : les frères Gorka et Ion Izagirre, Luis Léon Sanchez et Miguel Ángel López, lauréat respectivement des Tours de La Provence, de Valence, de Murcie et du Tour Colombia. L'équipe britannique Sky, qui a remporté cinq éditions de Paris-Nice depuis 2012, a pour leader le jeune grimpeur colombien Egan Bernal, dont c'est la première participation. Il est accompagné par le Polonais Michał Kwiatkowski, deuxième en 2015, et les grimpeurs Sebastián Henao et David De la Cruz. L'équipe australienne Mitchelton-Scott se présente également avec deux leaders potentiels, Simon Yates, vainqueur du dernier Tour d'Espagne et qui ne fait pas de ce Paris-Nice un objectif, et Esteban Chaves. Parmi les favoris et outsiders figurent également le Colombien Rigoberto Uran et l'Américain Tejay van Garderen pour l'équipe EF Education First, Romain Bardet (AG2R La Mondiale), et dans une moindre mesure son coéquipier Tony Gallopin, Wilco Kelderman (Sunweb), Dylan Teuns (Bahrain-Merida),  George Bennett (Jumbo-Visma ), Ilnur Zakarin (Katusha-Alpecin), Bob Jungels (Deceuninck-Quick-Step), Sergio Henao (UAE Emirates), Lilian Calmejane (Direct Energie),.
Ce Paris-Nice attire un plateau relevé de sprinters qui se disputeront les premières étapes : Mark Cavendish (Dimension Data), Caleb Ewan (Lotto Soudal), Marcel Kittel (Katusha-Alpecin), Sam Bennett (Bora-Hansgrohe), Dylan Groenewegen (Jumbo-Visma), Alexander Kristoff (UAE Team Emirates), André Greipel (Arkea-Samsic), Fabio Jakobsen (Deceuninck-Quick Step), Arnaud Démare (Groupama-FDJ),.

## Étapes
| Étape     | Date    | Villes étapes                                 | type                        | Distance (km) | Vainqueur d'étape   | Leader du classement général |
| --------- | ------- | --------------------------------------------- | --------------------------- | ------------- | ------------------- | ---------------------------- |
| 1re étape | 10 mars | Saint-Germain-en-Laye – Saint-Germain-en-Laye | étape de plaine             | 138,5         | Dylan Groenewegen   | Dylan Groenewegen            |
| 2e étape  | 11 mars | Les Bréviaires – Bellegarde                   | étape de plaine             | 163,5         | Dylan Groenewegen   | Dylan Groenewegen            |
| 3e étape  | 12 mars | Cepoy – Moulins - Yzeure                      | étape de plaine             | 200           | Sam Bennett         | Dylan Groenewegen            |
| 4e étape  | 13 mars | Vichy – Pélussin                              | étape vallonnée             | 210,5         | Magnus Cort Nielsen | Michał Kwiatkowski           |
| 5e étape  | 14 mars | Barbentane – Barbentane                       | contre-la-montre individuel | 25,5          | Simon Yates         | Michał Kwiatkowski           |
| 6e étape  | 15 mars | Peynier – Brignoles                           | étape vallonnée             | 210,5         | Sam Bennett         | Michał Kwiatkowski           |
| 7e étape  | 16 mars | Nice – Col de Turini - La Bollène-Vésubie     | étape de montagne           | 181,5         | Daniel Martínez     | Egan Bernal                  |
| 8e étape  | 17 mars | Nice – Nice                                   | étape de moyenne montagne   | 110           | Ion Izagirre        | Egan Bernal                  |

## Déroulement de la course

### 1reétape
La course au soleil débute par une étape légèrement vallonnée. Le parcours est jalonné par deux sprints intermédiaires (km 119,5 et km 135,5), le deuxième situé à seulement 3 kilomètres de la ligne d'arrivée, et deux côtes de 3e catégorie. Les montées répertoriées sont la côte de Beynes (1,2 km à 5,2 %), dont le sommet est au km 20,5 et la côte de Beule (2,8 km à 5,2 %), dont le sommet est situé au km 112, dans un parcours débutant et se terminant à Saint-Germain-en-Laye, dans les Yvelines.
Damien Gaudin (Direct Energie), Amaël Moinard (Arkéa-Samsic) et Romain Combaud (Delko-Marseille-KTM) s'échappent dès le début de l'étape. Gaudin franchit en tête le sommet de la côte de Beynes, en devançant Combaud et Moinard. Le peloton franchit le sommet avec 3 minutes 20 secondes de retard. Plusieurs coureurs chutent au km 35, puis l'équipe Groupama-FDJ accélère le rythme du peloton, le vent provoque une cassure piégeant une trentaine de coureurs, notamment Domenico Pozzovivo (Bahrain-Merida), Mikel Nieve (Mitchelton-Scott) et Louis Meintjes (Dimension Data). Le peloton se reforme après 47,5 km de course. Le trio de tête n'a alors plus qu'une minute 15 d'avance.
Michael Matthews (Sunweb) chute quelques kilomètres plus loin, ce qui va le contraindre à l'abandon. L'échappée va ensuite reprendre du champ, l'écart se stabilise au-delà de 2 minutes. Les équipes des favoris pour le classement général vont ensuite prendre la tête du peloton, l'avance des hommes de tête baisse à 1 minute 25 secondes à 58 km de l'arrivée, puis à 1 minute 09 dix kilomètres plus loin.
Sous l'effet du vent et de l'accélération des AG2R La Mondiale, des Groupama-FDJ et des Trek-Segafredo, le peloton explose en plusieurs groupes à plus de 43,5 km de l'arrivée. Pozzovivo et Meintjes font partie des premiers coureurs ainsi distancés. Les échappés sont repris par la première partie du peloton, composé d'une vingtaine de coureurs, à 41 km de l'arrivée. Nairo Quintana (Movistar), Egan Bernal, le champion de Pologne Michal Kwiatkowski (Team Sky) et le champion du Luxembourg Bob Jungels (Deceuninck-Quick Step) figurent notamment dans ce groupe. Deux kilomètres plus loin, le troisième groupe recolle sur le deuxième groupe, à 20 secondes des hommes de tête. Un groupe comprenant notamment Marc Soler (Movistar), Marcel Kittel (Katusha-Alpecin), Alexander Kristoff et Sergio Henao (UAE Emirates) est encore plus loin. Le deuxième peloton parvient à rentrer sur le groupe de tête un kilomètre plus loin, Mark Cavendish (Dimension Data) est alors distancé. Une bourrasque de vent proque la chute et l'abandon de Jasper De Buyst (Lotto-Soudal) et Martijn Tusveld (Sunweb) à 35,3 km du but, coupant ainsi ce premier peloton en trois. Ilnur Zakarin (Katusha-Alpecin) est le principal coureur piégé dans la troisième partie. Le deuxième groupe parvient à recoller à 31 km de l'arrivée.
Evaldas Siskevicius (Delko-Marseille-KTM) attaque à 29 km de la ligne. Warren Barguil (Arkéa-Samsic) le rejoint quelques hectomètres plus loin, alors que le groupe Zakarin rentre sur le peloton. Damien Gaudin sort du peloton et rejoint les hommes de tête à 27,7 km de l'arrivée. Le trio possède 11 secondes d'avance sur le peloton, mené par l'équipe Astana, 500 mètres plus loin. Gaudin passe en tête au sommet, devant Siskevicus et Barguil, ce dernier s'étant relevé peu avant le sommet. Le duo de tête est repris à 25,5 km de l'arrivée. Alors que Sergio Henao, qui figure dans le deuxième peloton, va chuter à moins de 24 km de l'arrivée, l'écart entre les deux pelotons est de 20 secondes. Luis Léon Sanchez (Astana) démarre à 200 m du premier sprint intermédiaire et franchit la ligne en tête, devant Kwiatkowski et Bernal. La formation Jumbo-Visma provoque une nouvelle bordure à 17,5 km de l'arrivée, piégeant notamment Marc Soler, Edvald Boasson Hagen (Dimension Data), Esteban Chaves et Mikel Nieve (Mitchel-Scott). Le trio de l'équipe Sky Luke Rowe-Michał Kwiatkowski-Egan Bernal provoque une nouvelle cassure à 13,5 km du but, Miguel Angel Lopez (Astana) et Simon Yates (Mitchelton-Scott) font partie des principaux coureurs distancés. Une partie de ces coureurs sont repris par le groupe Soler, les autres - dont Yates - parviennent à recoller sur le premier peloton à 7,2 km du but. Kwiatkowski remporte le deuxième sprint intermédiaire, devant Luis Léon Sanchez et Rudy Molard (Groupama-FDJ).
Philippe Gilbert (Deceuninck-Quick Step) attaque à 2,1 km de la ligne, Ivan Garcia (Barhain-Merida) tente de le suivre mais n'y parvient pas. Il s'accroche puis est repris à 1,4 km de l'arrivée. Gilbert est avalé par le peloton, mené par le train Jumbo-Visma, à un peu plus de 500 m du but. Sonny Colbrelli (Barhain-Merida) lance le sprint à 300 m de l'arrivée, le champion d'Europe Matteo Trentin (Mitchelton-Scott) déboite, puis c'est Dylan Groenewegen (Jumbo-Visma) qui le dépasse. Le Néerlandais s'en va remporter l'étape, s'emparant ainsi des maillots jaunes et verts, d'un boyau devant Caleb Ewan (Lotto-Soudal), qui prend le maillot blanc. Fabio Jakobsen (Deceuninck-Quick Step) prend la 3e place. Le groupe Soler concède une minute, un groupe de 51 coureurs, dont Meintjes, Pozzovivo, Kittel, Kristoff et Ion Izagirre (Astana), 2 minutes 42. Sergio Henao termine lui dans un groupe à 4 minutes 30. Au classement général, Groenewegen possède 4 secondes d'avance sur Ewan, 5 sur Sanchez et Kwiatkowski.
| \| Classement de l'étape \| Classement de l'étape \| Classement de l'étape \| Classement de l'étape \| Classement de l'étape \| \| Coureur \| Coureur \| Pays \| Équipe \| Temps \| \| --------------------- \| --------------------- \| --------------------- \| ------------------------ \| --------------------- \| \| 1er \| Dylan Groenewegen \| Pays-Bas \| Team Jumbo-Visma \| 3 h 17 min 35 s \| \| 2e \| Caleb Ewan \| Australie \| Lotto-Soudal \| + 0 s \| \| 3e \| Fabio Jakobsen \| Pays-Bas \| Deceuninck-Quick Step \| + 0 s \| \| 4e \| Sam Bennett \| Irlande \| Bora-Hansgrohe \| + 0 s \| \| 5e \| John Degenkolb \| Allemagne \| Trek-Segafredo \| + 0 s \| \| 6e \| Matteo Trentin \| Italie \| Mitchelton-Scott \| + 0 s \| \| 7e \| Arnaud Démare \| France \| Groupama-FDJ \| + 0 s \| \| 8e \| Sonny Colbrelli \| Italie \| Bahrain-Merida \| + 0 s \| \| 9e \| Bryan Coquard \| France \| Vital Concept-B&B Hotels \| + 0 s \| \| 10e \| Anthony Turgis \| France \| Direct Énergie \| + 0 s \| |                   |           |                          |                 |
| |                   |           |                          |                 |
| Source : ProCyclingStats |                   |           |                          |                 |
| Classement de l'étape |                   |           |                          |                 |
| Coureur | Coureur           | Pays      | Équipe                   | Temps           |
| 1er | Dylan Groenewegen | Pays-Bas  | Team Jumbo-Visma         | 3 h 17 min 35 s |
| 2e | Caleb Ewan        | Australie | Lotto-Soudal             | + 0 s           |
| 3e | Fabio Jakobsen    | Pays-Bas  | Deceuninck-Quick Step    | + 0 s           |
| 4e | Sam Bennett       | Irlande   | Bora-Hansgrohe           | + 0 s           |
| 5e | John Degenkolb    | Allemagne | Trek-Segafredo           | + 0 s           |
| 6e | Matteo Trentin    | Italie    | Mitchelton-Scott         | + 0 s           |
| 7e | Arnaud Démare     | France    | Groupama-FDJ             | + 0 s           |
| 8e | Sonny Colbrelli   | Italie    | Bahrain-Merida           | + 0 s           |
| 9e | Bryan Coquard     | France    | Vital Concept-B&B Hotels | + 0 s           |
| 10e | Anthony Turgis    | France    | Direct Énergie           | + 0 s           |

| \| Classement général \| Classement général \| Classement général \| Classement général \| Classement général \| \| Coureur \| Coureur \| Pays \| Équipe \| Temps \| \| ------------------ \| ------------------ \| ------------------ \| --------------------- \| ------------------ \| \| 1er \| Dylan Groenewegen \| Pays-Bas \| Team Jumbo-Visma \| 3 h 17 min 35 s \| \| 2e \| Caleb Ewan \| Australie \| Lotto-Soudal \| + 4 s \| \| 3e \| Luis León Sánchez \| Espagne \| Astana \| + 5 s \| \| 4e \| Michał Kwiatkowski \| Pologne \| Team Sky \| + 5 s \| \| 5e \| Fabio Jakobsen \| Pays-Bas \| Deceuninck-Quick Step \| + 6 s \| \| 6e \| Egan Bernal \| Colombie \| Team Sky \| + 9 s \| \| 7e \| Rudy Molard \| France \| Groupama-FDJ \| + 9 s \| \| 8e \| Sam Bennett \| Irlande \| Bora-Hansgrohe \| + 10 s \| \| 9e \| John Degenkolb \| Allemagne \| Trek-Segafredo \| + 10 s \| \| 10e \| Matteo Trentin \| Italie \| Mitchelton-Scott \| + 10 s \| |                    |           |                       |                 |
| |                    |           |                       |                 |
| Source : ProCyclingStats |                    |           |                       |                 |
| Classement général |                    |           |                       |                 |
| Coureur | Coureur            | Pays      | Équipe                | Temps           |
| 1er | Dylan Groenewegen  | Pays-Bas  | Team Jumbo-Visma      | 3 h 17 min 35 s |
| 2e | Caleb Ewan         | Australie | Lotto-Soudal          | + 4 s           |
| 3e | Luis León Sánchez  | Espagne   | Astana                | + 5 s           |
| 4e | Michał Kwiatkowski | Pologne   | Team Sky              | + 5 s           |
| 5e | Fabio Jakobsen     | Pays-Bas  | Deceuninck-Quick Step | + 6 s           |
| 6e | Egan Bernal        | Colombie  | Team Sky              | + 9 s           |
| 7e | Rudy Molard        | France    | Groupama-FDJ          | + 9 s           |
| 8e | Sam Bennett        | Irlande   | Bora-Hansgrohe        | + 10 s          |
| 9e | John Degenkolb     | Allemagne | Trek-Segafredo        | + 10 s          |
| 10e | Matteo Trentin     | Italie    | Mitchelton-Scott      | + 10 s          |

### 2eétape
Le début d'étape est légèrement vallonné, avec notamment la côte de Senlisse (1,1 km à 5,5 %), classée en 3e catégorie et dont le sommet est au km 26.5, et la côte des Granges-le-Roi (1,5 km à 3,5 %), classée en 3e catégorie et dont le sommet est situé au km 56,5. La suite du parcours traverse les plaines de la Beauce. Un sprint intermédiaire est placé au km 85. Les coureurs disputeront le second sprint intermédiaire lors d'un premier passage sur la ligne d'arrivée (km 140,5). L'arrivée est jugée à Bellegarde, après 163,5 km de course depuis Les Bréviaires, à travers les Yvelines, l'Essonne et le Loiret. L'étape est rallongée de 2 km à l'entrée du circuit final.
Nicolas Edet (Cofidis), Alessandro De Marchi (CCC Team) et le maillot à pois Damien Gaudin (Direct Energie) s'échappent dès le premier kilomètre de course. Les formations Deceuninck-Quick Step et Sky contrôlent rapidement l'écart autour d'une minute. Gaudin passe en tête au sommet de la côte de Senlisse, devant De Marchi et Edet. Ils ont alors 1 minute 06 secondes d'avance sur le peloton. Le vent va alors faire exploser le peloton : la première partie du peloton est composée de 18 coureurs, dont le maillot jaune Dylan Groenewegen (Jumbo-Visma). Le trio de tête est repris par le groupe maillot jaune au km 36,5. Le peloton va ensuite partiellement se reformer, une centaine de coureurs composent alors le peloton.
Florian Sénéchal (Deceuninck-Quick Step) passe en tête au sommet de la côte des Granges-le-Roi, devant Ivan Garcia (Bahrain-Merida) et Michael Schwarzmann (Bora-Hansgrohe). Les équipes Groupama-FDJ, Bora-Hansgrohe et Trek-Segafredo accélèrent ensuite le rythme de peloton et provoquent des cassures : on retrouve une quarantaine d'éléments dans le premier peloton, notamment Groenewegen, le maillot blanc Caleb Ewan (Lotto-Soudal), Nairo Quintana (Movistar), Arnaud Démare (Groupama-FDJ), le champion de Pologne Michal Kwiatkowski et Egan Bernal (Team Sky). Warren Barguil (Arkéa-Samsic) et le champion d'Espagne Gorka Izagirre (Astana) chutent au km 59 et abandonnent. Une dizaine de coureurs, dont le porteur du maillot vert (mais 3e du classement par points) Fabio Jakobsen (Deceunick-Quick Step), Sam Bennett (Bora-Hansgrohe) et Esteban Chaves (Mitchelton-Scott) parviennent à rentrer sur le groupe maillot jaune au km 75, tandis qu'un groupe avec notamment le champion du Luxembourg Bob Jungels (Deceuninck-Quick Step) et Simon Yates (Mitchelton-Scott) accuse 25 secondes de retard. Kwiatkowski remporte le premier sprint intermédiaire, devant Luis Léon Sanchez (Astana) et Rudy Molard (Groupama-FDJ). Le premier peloton va ensuite de nouveau casser, le maillot jaune fait partie des coureurs distancés, mais le groupe maillot jaune, tout comme le groupe Jungels, parviennent à recoller sur le groupe de tête au km 98. On retrouve alors environ 70 coureurs dans le peloton.
Les coureurs de Groupama-FDJ et du Team Sky font ensuite de nouveau exploser le peloton, le maillot jaune est dans un premier temps distancé mais retrouve la tête de course à 50 km de l'arrivée. Le premier groupe de poursuivants, avec notamment Luis Léon Sanchez, est alors pointé à 30 seconde du groupe maillot jaune. Le maillot vert figure dans le groupe suivant. Rigoberto Uran (EF Education First) chute et abandonne à 40 km de l'arrivée, tandis que le champion de Pologne est distancé du groupe maillot jaune à cause d'un incident mécanique. On retrouve alors 24 coureurs dans le groupe de tête : Nairo Quintana, Jurgen Roelandts (Movistar), le champion d'Europe Matteo Trentin (Mitchelton-Scott), Nicolas Maes (Lotto-Soudal), Felix Großschartner (Bora-Hansgrohe), Romain Bardet, Tony Gallopin, Oliver Naesen, Stijn Vandenbergh (AG2R La Mondiale), Egan Bernal, Luke Rowe (Team Sky), John Degenkolb (Trek-Segafredo), Bob Jungels, Philippe Gilbert (Deceuninck-Quick Step), Marcel Kittel (Katusha-Alpecin), André Greipel (Arkea-Samsic), Dylan Groenewegen, Amund Grøndahl Jansen, Maarten Wynants (Jumbo-Visma), Wilco Kelderman (Sunweb), Bernhard Eisel (Dimension Data), Ivan Garcia, Arnaud Démare et Rudy Molard,.
Le maillot blanc est distancé du groupe Sanchez. L'écart entre le groupe maillot jaune et le groupe Sanchez est de 52 secondes à 25 km de l'arrivée. Gallopin remporte le second sprint intermédiaire, devant Bardet et Naesen. Le groupe maillot vert recolle sur le groupe Sanchez à plus de 20 km de l'arrivée. L'écart entre le groupe maillot jaune et le groupe maillot vert diminue à 43 secondes à 17 km de l'arrivée. Rowe et Bernal vont alors cesser de collaborer, pour favoriser le retour de Kwiatkowski. Le maillot vert est distancé à 12,5 km du but. Le groupe de poursuivants parvient à rentrer sur le groupe maillot jaune à 10 km de l'arrivée.
L'équipe Sky accélère à 6 km de la ligne, le peloton explose de nouveau. Deux kilomètres plus loin, le groupe de tête est composé de 11 coureurs : le trio Kwiatkowski-Bernal-Rowe est accompagné du maillot jaune et de Sanchez, Gilbert, Jungels, Trentin, Gallopin, Garcia et Großschartner. Le champion du Luxembourg, Gallopin et Großschartner sont ensuite distancés. Le groupe maillot jaune possède 12 secondes d'avance sur le premier groupe de poursuivants à 2 km de l'arrivée. Luke Rowe se relève 600 m plus loin. Le champion d'Europe lance le sprint, mais c'est Dylan Groenewegen qui gagne l'étape, devant Ivan Garcia et Philippe Gilbert. Arnaud Démare règle le sprint du groupe Quintana, composé de 35 coureurs, à 5 secondes. Esteban Chaves et Simon Yates concèdent 6 minutes 44, Marc Soler (Movistar), Sergio Henao (UAE Emirates), Miguel Angel Lopez (Astana) et Domenico Pozzovivo (Bahrain-Merida) 8 minutes 27, Fabio Aru (UAE Emirates) 14 minutes 21. Pour un relais à la volée, Bob Jungels et son coéquipier Tim Declercq écopent une sanction de 10 secondes au classement général, de 3 points au classement par points et un point au classement de la montagne. Groenewegen conforte ainsi sa position en tête du classement général et du classement par points. Il possède 12 secondes d'avance sur Kwiatkowski et 13 sur Sanchez. Egan Bernal, 5e du classement général, s'empare du maillot blanc.
| \| Classement de l'étape \| Classement de l'étape \| Classement de l'étape \| Classement de l'étape \| Classement de l'étape \| \| Coureur \| Coureur \| Pays \| Équipe \| Temps \| \| --------------------- \| --------------------- \| --------------------- \| --------------------- \| --------------------- \| \| 1er \| Dylan Groenewegen \| Pays-Bas \| Team Jumbo-Visma \| 3 h 14 min 04 s \| \| 2e \| Iván García Cortina \| Espagne \| Bahrain-Merida \| + 0 s \| \| 3e \| Philippe Gilbert \| Belgique \| Deceuninck-Quick Step \| + 0 s \| \| 4e \| Matteo Trentin \| Italie \| Mitchelton-Scott \| + 0 s \| \| 5e \| Michał Kwiatkowski \| Pologne \| Team Sky \| + 0 s \| \| 6e \| Luis León Sánchez \| Espagne \| Astana \| + 0 s \| \| 7e \| Egan Bernal \| Colombie \| Team Sky \| + 0 s \| \| 8e \| Arnaud Démare \| France \| Groupama-FDJ \| + 5 s \| \| 9e \| André Greipel \| Allemagne \| Arkéa-Samsic \| + 5 s \| \| 10e \| Mike Teunissen \| Pays-Bas \| Team Jumbo-Visma \| + 5 s \| |                     |           |                       |                 |
| |                     |           |                       |                 |
| Source : ProCyclingStats |                     |           |                       |                 |
| Classement de l'étape |                     |           |                       |                 |
| Coureur | Coureur             | Pays      | Équipe                | Temps           |
| 1er | Dylan Groenewegen   | Pays-Bas  | Team Jumbo-Visma      | 3 h 14 min 04 s |
| 2e | Iván García Cortina | Espagne   | Bahrain-Merida        | + 0 s           |
| 3e | Philippe Gilbert    | Belgique  | Deceuninck-Quick Step | + 0 s           |
| 4e | Matteo Trentin      | Italie    | Mitchelton-Scott      | + 0 s           |
| 5e | Michał Kwiatkowski  | Pologne   | Team Sky              | + 0 s           |
| 6e | Luis León Sánchez   | Espagne   | Astana                | + 0 s           |
| 7e | Egan Bernal         | Colombie  | Team Sky              | + 0 s           |
| 8e | Arnaud Démare       | France    | Groupama-FDJ          | + 5 s           |
| 9e | André Greipel       | Allemagne | Arkéa-Samsic          | + 5 s           |
| 10e | Mike Teunissen      | Pays-Bas  | Team Jumbo-Visma      | + 5 s           |

| \| Classement général \| Classement général \| Classement général \| Classement général \| Classement général \| \| Coureur \| Coureur \| Pays \| Équipe \| Temps \| \| ------------------ \| ------------------ \| ------------------ \| --------------------- \| ------------------ \| \| 1er \| Dylan Groenewegen \| Pays-Bas \| Team Jumbo-Visma \| 6 h 31 min 19 s \| \| 2e \| Michał Kwiatkowski \| Pologne \| Team Sky \| + 12 s \| \| 3e \| Luis León Sánchez \| Espagne \| Astana \| + 13 s \| \| 4e \| Philippe Gilbert \| Belgique \| Deceuninck-Quick Step \| + 16 s \| \| 5e \| Egan Bernal \| Colombie \| Team Sky \| + 19 s \| \| 6e \| Matteo Trentin \| Italie \| Mitchelton-Scott \| + 20 s \| \| 7e \| Tony Gallopin \| France \| AG2R La Mondiale \| + 22 s \| \| 8e \| Rudy Molard \| France \| Groupama-FDJ \| + 23 s \| \| 9e \| Romain Bardet \| France \| AG2R La Mondiale \| + 23 s \| \| 10e \| Oliver Naesen \| Belgique \| AG2R La Mondiale \| + 24 s \| |                    |          |                       |                 |
| |                    |          |                       |                 |
| Source : ProCyclingStats |                    |          |                       |                 |
| Classement général |                    |          |                       |                 |
| Coureur | Coureur            | Pays     | Équipe                | Temps           |
| 1er | Dylan Groenewegen  | Pays-Bas | Team Jumbo-Visma      | 6 h 31 min 19 s |
| 2e | Michał Kwiatkowski | Pologne  | Team Sky              | + 12 s          |
| 3e | Luis León Sánchez  | Espagne  | Astana                | + 13 s          |
| 4e | Philippe Gilbert   | Belgique | Deceuninck-Quick Step | + 16 s          |
| 5e | Egan Bernal        | Colombie | Team Sky              | + 19 s          |
| 6e | Matteo Trentin     | Italie   | Mitchelton-Scott      | + 20 s          |
| 7e | Tony Gallopin      | France   | AG2R La Mondiale      | + 22 s          |
| 8e | Rudy Molard        | France   | Groupama-FDJ          | + 23 s          |
| 9e | Romain Bardet      | France   | AG2R La Mondiale      | + 23 s          |
| 10e | Oliver Naesen      | Belgique | AG2R La Mondiale      | + 24 s          |

### 3eétape
L'étape est peu difficile, avec aucune ascension répertoriée au classement de la montagne. Deux sprints intermédiaires jalonnent le parcours, au km 24,5 et au km 182. L'arrivée est jugée à Moulins, après 200 km de course depuis Cepoy, à travers le Loiret et le Cher.
Un vent de face ou de trois-quarts face va accompagner les coureurs tout au long de la journée. Une chute a lieu dans le peloton au km 3, jetant à terre notamment Marc Soler (Movistar), Ion Izagirre (Astana) et Domen Novak (Bahrain-Merida). Ce dernier est contraint à l'abandon. Aucune attaque n'a lieu dans les premiers kilomètres, c'est donc groupé que le peloton se présente pour disputer le premier sprint intermédiaire. Le champion de Pologne Michał Kwiatkowski (Team Sky) devance sur la ligne Luis Léon Sanchez (Astana) et Tony Gallopin (AG2R La Mondiale). Thomas De Gendt (Lotto-Soudal), Tao Geoghegan Hart (Team Sky), Olivier Le Gac (Groupama-FDJ), Tim Declercq (Deceuninck-Quick Step), Reto Hollenstein (Katusha-Alpecin), Anthony Turgis (Direct Energie), Kévin Réza (Vital Concept-B&B Hotels) et Ramunas Navardauskas (Delko-Marseille-KTM) s'échappent au km 32, mais sont repris six kilomètres plus loin. Navardauskas attaque de nouveau au km 40,5. Il est rejoint après quelques hectomètres par son coéquipier Alessandro Fedeli.
Le duo va rapidement prendre du champ : 8 km plus loin, les hommes de tête possèdent 5 minutes 35 secondes d'avance sur le peloton. Les formations Jumbo-Visma et Lotto-Soudal, un temps accompagnées de l'équipe Sky, vont enclencher la poursuite. Les hommes de tête n'ont plus que 4 minutes 25 secondes d'avance au km 75. L'écart passe sous la barre des trois minutes au km 117. L'équipe Deceuninck-Quick Step participe aussi à la poursuite dans les 70 derniers kilomètres. L'écart chute à 1 minute 39 à 57 km de l'arrivée, puis 1 minute 05 à 49 km du but. Les échappés sont repris à 39,2 km de l'arrivée.
Une chute a lieu sur un pont étroit, à 32,4 km de l'arrivée, le dernier tiers du peloton est retardé. Philippe Gilbert (Deceuninck-Quick Step), Miguel Angel Lopez (Astana), Simon Yates (Mitchelton-Scott) et Marc Soler font partie des coureurs piégés. Le peloton se reforme progressivement dans les 10 kilomètres suivants. Le champion de Pologne remporte le second sprint intermédiaire, devant son coéquipier et maillot blanc, Egan Bernal, et Felix Großschartner (Bora-Hansgrohe). Les équipes de sprinteurs remontent à l'avant du peloton dans les 10 derniers kilomètres, puis la formation Sky accélère le rythme à 6,2 km de la ligne. Le peloton s'étire, des cassures apparaissent. A 3,8 km de l'arrivée, le duo Kwiatkowski-Bernal n'est plus suivi que par le maillot à pois Damien Gaudin (Direct Energie), Caleb Ewan (Lotto-Soudal) et un coureur de Trek-Segafredo. Les cassures vont ensuite se reformer, le peloton est de nouveau groupé à 2 km de l'arrivée. Les Groupama-FDJ vont alors prendre les commandes du peloton. Sam Bennett (Bora-Hansgrohe) lance le sprint à près de 300 m de la ligne et résiste au retour de Caleb Ewan, Fabio Jakobsen (Deceuninck-Quick Step) est 3e de l'étape. 9e du jour, Dylan Groenewegen (Jumbo-Visma) conserve ses maillots jaunes et verts, avec 6 secondes d'avance sur Kwiatkowski et 11 sur Sanchez.
| \| Classement de l'étape \| Classement de l'étape \| Classement de l'étape \| Classement de l'étape \| Classement de l'étape \| \| Coureur \| Coureur \| Pays \| Équipe \| Temps \| \| --------------------- \| --------------------- \| --------------------- \| ------------------------ \| --------------------- \| \| 1er \| Sam Bennett \| Irlande \| Bora-Hansgrohe \| 5 h 16 min 25 s \| \| 2e \| Caleb Ewan \| Australie \| Lotto-Soudal \| + 0 s \| \| 3e \| Fabio Jakobsen \| Pays-Bas \| Deceuninck-Quick Step \| + 0 s \| \| 4e \| Daniel McLay \| Royaume-Uni \| EF Education First \| + 0 s \| \| 5e \| Bryan Coquard \| France \| Vital Concept-B&B Hotels \| + 0 s \| \| 6e \| Niccolò Bonifazio \| Italie \| Direct Énergie \| + 0 s \| \| 7e \| Alexander Kristoff \| Norvège \| UAE Team Emirates \| + 0 s \| \| 8e \| Arnaud Démare \| France \| Groupama-FDJ \| + 0 s \| \| 9e \| Dylan Groenewegen \| Pays-Bas \| Team Jumbo-Visma \| + 0 s \| \| 10e \| Edward Theuns \| Belgique \| Trek-Segafredo \| + 0 s \| |                    |             |                          |                 |
| |                    |             |                          |                 |
| Source : ProCyclingStats |                    |             |                          |                 |
| Classement de l'étape |                    |             |                          |                 |
| Coureur | Coureur            | Pays        | Équipe                   | Temps           |
| 1er | Sam Bennett        | Irlande     | Bora-Hansgrohe           | 5 h 16 min 25 s |
| 2e | Caleb Ewan         | Australie   | Lotto-Soudal             | + 0 s           |
| 3e | Fabio Jakobsen     | Pays-Bas    | Deceuninck-Quick Step    | + 0 s           |
| 4e | Daniel McLay       | Royaume-Uni | EF Education First       | + 0 s           |
| 5e | Bryan Coquard      | France      | Vital Concept-B&B Hotels | + 0 s           |
| 6e | Niccolò Bonifazio  | Italie      | Direct Énergie           | + 0 s           |
| 7e | Alexander Kristoff | Norvège     | UAE Team Emirates        | + 0 s           |
| 8e | Arnaud Démare      | France      | Groupama-FDJ             | + 0 s           |
| 9e | Dylan Groenewegen  | Pays-Bas    | Team Jumbo-Visma         | + 0 s           |
| 10e | Edward Theuns      | Belgique    | Trek-Segafredo           | + 0 s           |

| \| Classement général \| Classement général \| Classement général \| Classement général \| Classement général \| \| Coureur \| Coureur \| Pays \| Équipe \| Temps \| \| ------------------ \| ------------------ \| ------------------ \| --------------------- \| ------------------ \| \| 1er \| Dylan Groenewegen \| Pays-Bas \| Team Jumbo-Visma \| 11 h 47 min 44 s \| \| 2e \| Michał Kwiatkowski \| Pologne \| Team Sky \| + 6 s \| \| 3e \| Luis León Sánchez \| Espagne \| Astana \| + 11 s \| \| 4e \| Philippe Gilbert \| Belgique \| Deceuninck-Quick Step \| + 16 s \| \| 5e \| Egan Bernal \| Colombie \| Team Sky \| + 17 s \| \| 6e \| Matteo Trentin \| Italie \| Mitchelton-Scott \| + 20 s \| \| 7e \| Tony Gallopin \| France \| AG2R La Mondiale \| + 21 s \| \| 8e \| Rudy Molard \| France \| Groupama-FDJ \| + 23 s \| \| 9e \| Romain Bardet \| France \| AG2R La Mondiale \| + 23 s \| \| 10e \| Oliver Naesen \| Belgique \| AG2R La Mondiale \| + 24 s \| |                    |          |                       |                  |
| |                    |          |                       |                  |
| Source : ProCyclingStats |                    |          |                       |                  |
| Classement général |                    |          |                       |                  |
| Coureur | Coureur            | Pays     | Équipe                | Temps            |
| 1er | Dylan Groenewegen  | Pays-Bas | Team Jumbo-Visma      | 11 h 47 min 44 s |
| 2e | Michał Kwiatkowski | Pologne  | Team Sky              | + 6 s            |
| 3e | Luis León Sánchez  | Espagne  | Astana                | + 11 s           |
| 4e | Philippe Gilbert   | Belgique | Deceuninck-Quick Step | + 16 s           |
| 5e | Egan Bernal        | Colombie | Team Sky              | + 17 s           |
| 6e | Matteo Trentin     | Italie   | Mitchelton-Scott      | + 20 s           |
| 7e | Tony Gallopin      | France   | AG2R La Mondiale      | + 21 s           |
| 8e | Rudy Molard        | France   | Groupama-FDJ          | + 23 s           |
| 9e | Romain Bardet      | France   | AG2R La Mondiale      | + 23 s           |
| 10e | Oliver Naesen      | Belgique | AG2R La Mondiale      | + 24 s           |

### 4eétape

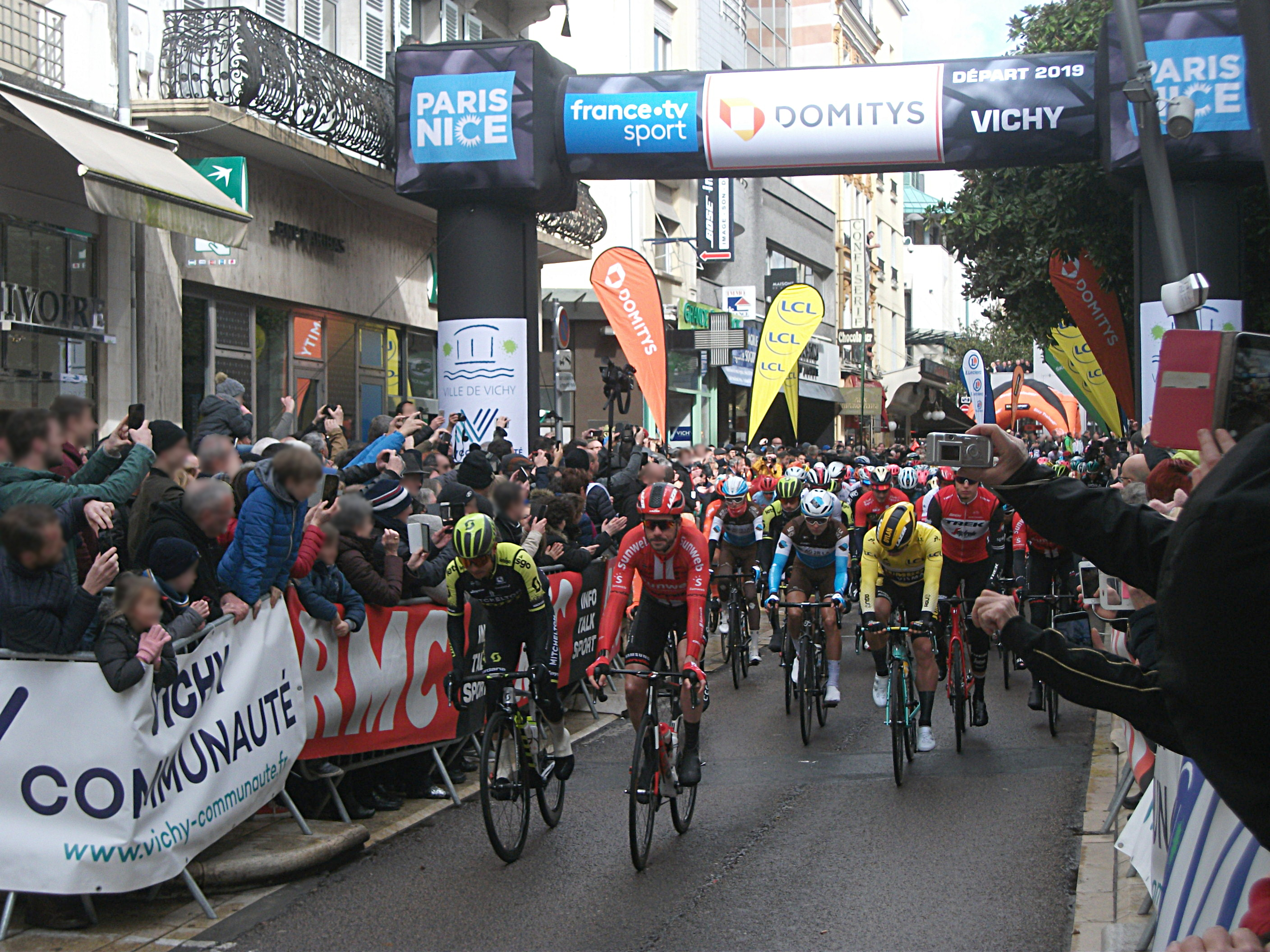
Départ des cyclistes de la 4e étape à Vichy.

Le début d'étape est vallonné, avec la côte de Cheval-Rigon (5,7 km à 3,9 %), classée en 3e catégorie et dont le sommet est au km 18,5. La route va ensuite emprunter une courte descente, une montée non-répertoriée assez longue, une brève descente, puis une bosse jusqu'au premier sprint intermédiaire (km 35,5). S'ensuivra une trentaine de kilomètres globalement descendants et une quarantaine de kilomètres légèrement vallonnés. Le parcours enchaîne alors deux montées non-répertoriées, jusqu'au km 130. Une longue descente est alors programmée, avant la côte de Trèves (3 km à 5,2 %), classée en 2e catégorie et dont le sommet est placé au km 152.5, un peu plat et une descente. Les coureurs seront alors au pied de la côte de Condrieu (1,9 km à 8,5 %), classé en 1re catégorie. L'ascension se prolonge après le sommet (km 168,5), avant une descente, la côte de Saint-Michel-sur-Rhône (3 km à 6,6 %), classée en 2e catégorie et dont le sommet est situé au km 183, un peu de plat, une petite bosse et une descente, en passant par un premier passage sur la ligne d'arrivée, où est disputé le second sprint intermédiaire (km 192). Excepté les 3,5 derniers kilomètres, le final est en montée, avec notamment la côte de Chavanay (3,1 km à 4,9 %), classée en 2e catégorie et dont le sommet est au km 201,5. L'arrivée est jugée à Pélussin, après 212 km de course depuis Vichy, à travers l'Allier, la Loire et le Rhône.
Thomas De Gendt (Lotto-Soudal), Christoph Pfingsten (Bora-Hansgrohe), Julien Bernard (Trek-Segafredo), Olivier Le Gac (Groupama-FDJ), Mathias Le Turnier (Cofidis), Alessandro De Marchi (CCC Team) et Kévin Réza (Vital Concept-B&B Hotels) s'échappent au km 9. Ils sont rejoints quelques kilomètres plus loin par Magnus Cort Nielsen (Astana), Elie Gesbert (Arkéa-Samsic), Giulio Ciccone (Trek-Segafredo) et le maillot à pois Damien Gaudin (Direct Energie). Le champion de Roumanie Eduard-Michael Grosu et Evaldas Siskevicius (Delko-Marseille-KTM) se joignent au groupe de tête au km 15. Le peloton, mené par la formation Sky, est alors pointé à deux minutes des échappés.
Grosu passe en tête au sommet de la côte de Cheval-Rigon, devant Gaudin et De Gendt. Le Gac remporte le premier sprint intermédiaire, en devançant Siskevicus et le champion de Roumanie. L'avance des hommes de tête monte à 4 minutes 50 au km 45, puis grimpe à 6 minutes 40 au km 93. Olivier Le Gac, 61e à 6 minutes 10 du maillot jaune au départ de l'étape, est alors virtuellement leader du classement général. Les équipes Mitchelton-Scott et Bahrain-Merida vont enclencher la poursuite dans les 100 derniers kilomètres, accompagnées ensuite par les Deceuninck-Quick Step. Le retard du peloton n'est plus que de 4 minutes à 77 km de l'arrivée.
Les échappés abordent la côte de Trèves avec 3 minutes 05 d'avance sur le peloton. Kévin Réza lâche prise dans l'ascension, tandis que de nombreux sprinteurs, dont le maillot jaune Dylan Groenewegen (Jumbo-Visma) et le porteur du maillot vert Caleb Ewan (Lotto-Soudal), font de même au sein du peloton, mené par les Mitchelton-Scott et les Deceuninck-Quick Step. Le maillot à pois passe en tête au sommet, devant Grosu et Bernard. Les hommes de tête ont 2 minutes 50 secondes d'avance à 50 km de l'arrivée. Les sprinteurs rentrent dans le peloton mais sont de nouveau lâchés dans la côte de Condrieu. Siskevicius, Grosu et Pfungsten sont lâchés dans l'ascension. Thomas De Gendt accélère à 200 m du sommet et passe en tête, juste devant Alessandro De Marchi, Giulio Ciccone et Elie Gesbert. Julien Bernard rentre rapidement sur le quatuor. Matthias Le Turnier et Magnus Cort Nielsen recollent aussi à moins de 41 km de l'arrivée. Le groupe de tête possède 2 minutes 36 secondes d'avance à 40 km de l'arrivée. L'écart est encore de 2 minutes 23 secondes au pied de la côte de Saint-Michel-sur-Rhône. Le rythme imposé par les Mitchelton-Scott continue d'écrémer le peloton. De Gendt franchit en tête le sommet, devant De Marchi et Gesbert. Alors que les Barhain-Merida viennent participer à la poursuite, l'écart est de 1 minute 42 à 24 km du but. Cort Nielsen remporte le second sprint intermédiaire, devant De Gendt et Bernard. Le peloton franchit la ligne 1 minute 09 plus tard.
Julien Bernard prend les commandes du groupe de tête au pied de la côte de Chavanay, puis se relève à 12,2 km de l'arrivée. Gesbert, puis Le Turnier sont distancés. Dans le peloton, Lawson Craddock (EF Education First) attaque, rejoint quelques hectomètres plus loin par Sergio Henao (UAE Emirates). De Gendt passe en tête au sommet, s'emparant ainsi du maillot à pois, devant De Marchi et Cort Nielsen. Le peloton passe avec 50 secondes de retard. Le quatuor de tête va reprendre un peu de champ : à 9 km du but, il possède 58 secondes d'avance sur le peloton, qui reprend Craddock et Henao. L'écart va ensuite se maintenir autour des 50 secondes. Les AG2R La Mondiale vont assumer la poursuite à 6 km de la ligne, l'écart est de 44 secondes un kilomètre plus loin. Valentin Madouas (Groupama-FDJ) attaque à 4 km de l'arrivée. Lilian Calmejane (Direct Energie) sort peu après à son tour et rejoint Madouas à un peu plus de 2 km du but. À la flamme rouge, les hommes de tête ont 48 secondes d'avance sur le duo de poursuivants et 56 sur le peloton. Cort Nielsen attaque à 900 m de la ligne, De Gendt met un temps à réagir mais est le seul à pouvoir se lancer à sa poursuite. Le Danois résiste et va s'imposer, 7 secondes devant De Gendt, 13 devant Ciccone et 18 devant De Marchi. À 48 secondes du vainqueur, Calmejane devance au sprint Madouas, le peloton, réglé par Sonny Colbrelli (Bahrain-Merida), sur les talons des deux français. Michał Kwiatkowski (Team Sky) s'empare du maillot jaune, avec 5 secondes d'avance sur Luis Léon Sanchez (Astana) et 10 sur Philippe Gilbert (Deceuninck-Quick Step).
| \| Classement de l'étape \| Classement de l'étape \| Classement de l'étape \| Classement de l'étape \| Classement de l'étape \| \| Coureur \| Coureur \| Pays \| Équipe \| Temps \| \| --------------------- \| --------------------- \| --------------------- \| --------------------- \| --------------------- \| \| 1er \| Magnus Cort Nielsen \| Danemark \| Astana \| 5 h 03 min 49 s \| \| 2e \| Thomas De Gendt \| Belgique \| Lotto-Soudal \| + 7 s \| \| 3e \| Giulio Ciccone \| Italie \| Trek-Segafredo \| + 13 s \| \| 4e \| Alessandro De Marchi \| Italie \| CCC Team \| + 18 s \| \| 5e \| Lilian Calmejane \| France \| Direct Énergie \| + 48 s \| \| 6e \| Valentin Madouas \| France \| Groupama-FDJ \| + 48 s \| \| 7e \| Sonny Colbrelli \| Italie \| Bahrain-Merida \| + 48 s \| \| 8e \| Matteo Trentin \| Italie \| Mitchelton-Scott \| + 48 s \| \| 9e \| Philippe Gilbert \| Belgique \| Deceuninck-Quick Step \| + 48 s \| \| 10e \| Michał Kwiatkowski \| Pologne \| Team Sky \| + 48 s \| |                      |          |                       |                 |
| |                      |          |                       |                 |
| Source : ProCyclingStats |                      |          |                       |                 |
| Classement de l'étape |                      |          |                       |                 |
| Coureur | Coureur              | Pays     | Équipe                | Temps           |
| 1er | Magnus Cort Nielsen  | Danemark | Astana                | 5 h 03 min 49 s |
| 2e | Thomas De Gendt      | Belgique | Lotto-Soudal          | + 7 s           |
| 3e | Giulio Ciccone       | Italie   | Trek-Segafredo        | + 13 s          |
| 4e | Alessandro De Marchi | Italie   | CCC Team              | + 18 s          |
| 5e | Lilian Calmejane     | France   | Direct Énergie        | + 48 s          |
| 6e | Valentin Madouas     | France   | Groupama-FDJ          | + 48 s          |
| 7e | Sonny Colbrelli      | Italie   | Bahrain-Merida        | + 48 s          |
| 8e | Matteo Trentin       | Italie   | Mitchelton-Scott      | + 48 s          |
| 9e | Philippe Gilbert     | Belgique | Deceuninck-Quick Step | + 48 s          |
| 10e | Michał Kwiatkowski   | Pologne  | Team Sky              | + 48 s          |

| \| Classement général \| Classement général \| Classement général \| Classement général \| Classement général \| \| Coureur \| Coureur \| Pays \| Équipe \| Temps \| \| ------------------ \| ------------------- \| ------------------ \| --------------------- \| ------------------ \| \| 1er \| Michał Kwiatkowski \| Pologne \| Team Sky \| 16 h 52 min 27 s \| \| 2e \| Luis León Sánchez \| Espagne \| Astana \| + 5 s \| \| 3e \| Philippe Gilbert \| Belgique \| Deceuninck-Quick Step \| + 10 s \| \| 4e \| Egan Bernal \| Colombie \| Team Sky \| + 11 s \| \| 5e \| Matteo Trentin \| Italie \| Mitchelton-Scott \| + 14 s \| \| 6e \| Tony Gallopin \| France \| AG2R La Mondiale \| + 15 s \| \| 7e \| Rudy Molard \| France \| Groupama-FDJ \| + 17 s \| \| 8e \| Romain Bardet \| France \| AG2R La Mondiale \| + 17 s \| \| 9e \| Oliver Naesen \| Belgique \| AG2R La Mondiale \| + 18 s \| \| 10e \| Felix Großschartner \| Autriche \| Bora-Hansgrohe \| + 18 s \| |                     |          |                       |                  |
| |                     |          |                       |                  |
| Source : ProCyclingStats |                     |          |                       |                  |
| Classement général |                     |          |                       |                  |
| Coureur | Coureur             | Pays     | Équipe                | Temps            |
| 1er | Michał Kwiatkowski  | Pologne  | Team Sky              | 16 h 52 min 27 s |
| 2e | Luis León Sánchez   | Espagne  | Astana                | + 5 s            |
| 3e | Philippe Gilbert    | Belgique | Deceuninck-Quick Step | + 10 s           |
| 4e | Egan Bernal         | Colombie | Team Sky              | + 11 s           |
| 5e | Matteo Trentin      | Italie   | Mitchelton-Scott      | + 14 s           |
| 6e | Tony Gallopin       | France   | AG2R La Mondiale      | + 15 s           |
| 7e | Rudy Molard         | France   | Groupama-FDJ          | + 17 s           |
| 8e | Romain Bardet       | France   | AG2R La Mondiale      | + 17 s           |
| 9e | Oliver Naesen       | Belgique | AG2R La Mondiale      | + 18 s           |
| 10e | Felix Großschartner | Autriche | Bora-Hansgrohe        | + 18 s           |

### 5eétape
L'étape est un contre-la-montre individuel, long de 25,5 km autour de Barbentane, à travers les Bouches-du-Rhône et le Gard. Le début du parcours est plat, avant une montée jusqu'au chrono intermédiaire (km 15), un peu de plat, une descente et du final plat et les 500 derniers mètres en montée.
Simon Yates (Mitchelton-Scott) remporte l'étape, avec 7 secondes d'avance sur Nils Politt (Katusha-Alpecin) et 11 sur le maillot jaune Michał Kwiatkowski (Team Sky). En tête au chrono intermédiaire, Tom Scully (EF Eduction First) termne 8e à 27 secondes. Kwiatkowski conserve la tête du classement général, avec 15 secondes d'avance sur son coéquipier Egan Bernal, qui conforte son maillot blanc, et 24 sur Luis Léon Sanchez (Astana).
| \| Classement de l'étape \| Classement de l'étape \| Classement de l'étape \| Classement de l'étape \| Classement de l'étape \| \| Coureur \| Coureur \| Pays \| Équipe \| Temps \| \| --------------------- \| --------------------- \| --------------------- \| --------------------- \| --------------------- \| \| 1er \| Simon Yates \| Royaume-Uni \| Mitchelton-Scott \| 30 min 26 s \| \| 2e \| Nils Politt \| Allemagne \| Katusha-Alpecin \| + 7 s \| \| 3e \| Michał Kwiatkowski \| Pologne \| Team Sky \| + 11 s \| \| 4e \| Tejay van Garderen \| États-Unis \| EF Education First \| + 15 s \| \| 5e \| Daniel Martínez \| Colombie \| EF Education First \| + 15 s \| \| 6e \| Egan Bernal \| Colombie \| Team Sky \| + 15 s \| \| 7e \| Lawson Craddock \| États-Unis \| EF Education First \| + 15 s \| \| 8e \| Thomas Scully \| Nouvelle-Zélande \| EF Education First \| + 27 s \| \| 9e \| Marc Soler \| Espagne \| Movistar Team \| + 30 s \| \| 10e \| Luis León Sánchez \| Espagne \| Astana \| + 30 s \| |                    |                  |                    |             |
| |                    |                  |                    |             |
| Source : ProCyclingStats |                    |                  |                    |             |
| Classement de l'étape |                    |                  |                    |             |
| Coureur | Coureur            | Pays             | Équipe             | Temps       |
| 1er | Simon Yates        | Royaume-Uni      | Mitchelton-Scott   | 30 min 26 s |
| 2e | Nils Politt        | Allemagne        | Katusha-Alpecin    | + 7 s       |
| 3e | Michał Kwiatkowski | Pologne          | Team Sky           | + 11 s      |
| 4e | Tejay van Garderen | États-Unis       | EF Education First | + 15 s      |
| 5e | Daniel Martínez    | Colombie         | EF Education First | + 15 s      |
| 6e | Egan Bernal        | Colombie         | Team Sky           | + 15 s      |
| 7e | Lawson Craddock    | États-Unis       | EF Education First | + 15 s      |
| 8e | Thomas Scully      | Nouvelle-Zélande | EF Education First | + 27 s      |
| 9e | Marc Soler         | Espagne          | Movistar Team      | + 30 s      |
| 10e | Luis León Sánchez  | Espagne          | Astana             | + 30 s      |

| \| Classement général \| Classement général \| Classement général \| Classement général \| Classement général \| \| Coureur \| Coureur \| Pays \| Équipe \| Temps \| \| ------------------ \| ------------------- \| ------------------ \| --------------------- \| ------------------ \| \| 1er \| Michał Kwiatkowski \| Pologne \| Team Sky \| 17 h 23 min 04 s \| \| 2e \| Egan Bernal \| Colombie \| Team Sky \| + 15 s \| \| 3e \| Luis León Sánchez \| Espagne \| Astana \| + 24 s \| \| 4e \| Wilco Kelderman \| Pays-Bas \| Team Sunweb \| + 57 s \| \| 5e \| Bob Jungels \| Luxembourg \| Deceuninck-Quick Step \| + 57 s \| \| 6e \| Nairo Quintana \| Colombie \| Movistar Team \| + 1 min 01 s \| \| 7e \| Felix Großschartner \| Autriche \| Bora-Hansgrohe \| + 1 min 05 s \| \| 8e \| Jack Haig \| Australie \| Mitchelton-Scott \| + 1 min 15 s \| \| 9e \| Rudy Molard \| France \| Groupama-FDJ \| + 1 min 18 s \| \| 10e \| Romain Bardet \| France \| AG2R La Mondiale \| + 1 min 21 s \| |                     |            |                       |                  |
| |                     |            |                       |                  |
| Source : ProCyclingStats |                     |            |                       |                  |
| Classement général |                     |            |                       |                  |
| Coureur | Coureur             | Pays       | Équipe                | Temps            |
| 1er | Michał Kwiatkowski  | Pologne    | Team Sky              | 17 h 23 min 04 s |
| 2e | Egan Bernal         | Colombie   | Team Sky              | + 15 s           |
| 3e | Luis León Sánchez   | Espagne    | Astana                | + 24 s           |
| 4e | Wilco Kelderman     | Pays-Bas   | Team Sunweb           | + 57 s           |
| 5e | Bob Jungels         | Luxembourg | Deceuninck-Quick Step | + 57 s           |
| 6e | Nairo Quintana      | Colombie   | Movistar Team         | + 1 min 01 s     |
| 7e | Felix Großschartner | Autriche   | Bora-Hansgrohe        | + 1 min 05 s     |
| 8e | Jack Haig           | Australie  | Mitchelton-Scott      | + 1 min 15 s     |
| 9e | Rudy Molard         | France     | Groupama-FDJ          | + 1 min 18 s     |
| 10e | Romain Bardet       | France     | AG2R La Mondiale      | + 1 min 21 s     |

### 6eétape
Les 45 premiers kilomètres sont vallonnés, puis le parcours descend pendant une dizaine de kilomètres. S'ensuivra une zone de plat et une quarantaine de kilomètres vallonnés. La route emprunte ensuite la côte de la Sainte-Baume (5 km à 5 %), classée en 2e catégorie. La montée se prolonge après le sommet (km 114), puis le parcours passe par une dizaine de kilomètres de descente, la côte de Mazaugues (1,3 km à 6,3 %), classée en 3e catégorie et dont le sommet est situé au km 131, la descente, du plat et le col de la Bigue, en haut duquel sera jugé le premier sprint intermédiaire (km 146,5). Après la descente, les coureurs escaladeront la côte de Sainte-Philomène (8 km à 3,5 %), classée en 2e catégorie et dont le sommet est au km 159. Le final est en faux-plat descendant, en passant notamment par le second sprint intermédiaire (km 172,5). L'arrivée est jugée à Brignoles, après 176,5 km de course depuis Peynier, à travers les Bouches-du-Rhône et le Var.
Lilian Calmejane (Direct Energie) s'échappe au km 3. Il est rejoint trois kilomètres plus loin par Iván García (Bahrain-Merida), Alex Kirsch (Trek-Segafredo), Laurent Pichon (Arkéa-Samsic) et Mauro Finetto (Delko-Marseille-KTM). Garcia se relève après 9,5 km de course, puis au km 13 Calmejane fait de même. Les échappés ont 1 minute 50 secondes d'avance au km 15 sur le peloton, qui va se morceler sous l'effet du vent. L'avance du trio de tête va fondre à 1 minute 05 cinq kilomètres plus loin. Le peloton va ensuite se reformer et les hommes de tête reprennent du champ. Ils ont 2 minutes 50 secondes d'avance au km 39.
L'équipe UAE Emirates, accompagnée ensuite par les Groupama-FDJ et les Deceuninck-Quick Step, va contrôler l'écart autour des 2 minutes 30. Les hommes de tête vont perdre du terrain, ils n'ont plus que 1 minutes 35 secondes d'avance à 76 km de l'arrivée. Le trio de tête va ensuite reprendre du champ, avant de nouveau voir leur matelas fondre. Ils abordent la côte de la Sainte-Baume avec 1 minute 20 secondes de marge sur le peloton, mené par les Deceuninck-Quick Step et les Team Sky. Les Mitchelton-Scott et les Bahrain-Merida vont prendre les commandes du peloton dans l'ascension. Finetto passe en tête au sommet, devant Pichon et Kirsch. 25 secondes plus tard, le maillot à pois Thomas De Gendt (Lotto-Soudal) va chercher les points de la 4e place. Les échappés sont repris à 48,5 km de l'arrivée.
Des cassures se produisent dans la descente, on retrouve une cinquantaine de coureurs, dont le maillot jaune Michał Kwiatkowski (Team Sky), au sein de la première partie du peloton. Le mailot à pois, le maillot vert Dylan Groenewegen et George Bennett (Jumbo-Visma), 13e du classement général à 1 minute 39 du maillot jaune, Fabio Jakobsen (Deceuninck-Quick Step) et André Greipel (Arkéa-Samsic) font partie des coureurs distancés. Le groupe maillot jaune aborde la côte de Mazaugues avec 30 secondes d'avance sur le deuxième peloton. Ivan Garcia passe en tête au sommet, devant Jack Bauer (Mitchelton-Scott) et Tao Geoghegan Hart (Team Sky). L'écart entre le groupe maillot jaune, mené par le Team Sky puis par les Mitchelton-Scott, et le groupe maillot vert, mené par les Jumbo-Visma, va osciller autour des 30 secondes. Ion Izagirre (Astana) sort du peloton avec son leader Luis Léon Sanchez dans la roue, à 400 m du premier sprint intermédiaire. Sanchez franchit la ligne en premier, quelques secondes plus tard Jack Haig (Mitchelton-Scott) devance pour la 3e place d'un boyau Nairo Quintana (Movistar). Le groupe maillot vert explose dans le col de la Bigue. Une partie des poursuivants - dont George Bennett - parvient à rentrer au sein du peloton, tandis que le groupe maillot vert perd beaucoup du terrain. Il est pointé à 36 secondes à 27 km de l'arrivée, puis à 50 secondes à 19 km du but. Bauer franchit en tête le sommet de la côte de Sainte-Philomène, devant Luke Rowe (Team Sky) et le maillot jaune. Le groupe maillot vert possède 1 minute 40 de retard à 15 km de l'arrivée.
Jan Bakelants (Sunweb) et Rafael Valls (Movistar) chutent 300 m plus loin, coupant le peloton en deux. Romain Bardet (AG2R La Mondiale) et Alexander Kristoff (UAE Emirates) font partie des coureurs piégés. Le peloton maillot jaune va se reformer dans les kilomètres suivants. Les Groupama-FDJ et les Deceuninck-Quick Step, puis les Movistar, vont alors emmener le peloton. Izagirre emmène à nouveau le sprint intermédiaire pour Sanchez, Kwiatkowski est dans la roue. Le maillot jaune devance sur la ligne Sanchez et Izagirre. Caleb Ewan (Lotto-Soudal), Christophe Laporte (Cofidis), Giulio Ciccone (Trek-Segafredo) et Tao Geoghegan Hart chutent à moins de 4 km de la ligne. Sanchez et Kwiatkowski poursuivent leur effort après le sprint, ils sont repris par le peloton, mené par les Groupama-FDJ, à 2,6 km de l'arrivée. Bien emmené par ses équipiers, Arnaud Démare (Groupama-FDJ) lance le sprint à 250 m de la ligne, mais Sam Bennett (Bora-Hansgrohe) le devance dans les 10 derniers mètres, s'emparant ainsi du maillot vert. Le champion d'Europe Matteo Trentin (Mitchelton-Scott) prend la 3e place. Michal Kwiatkowski conserve son maillot jaune, avec 18 secondes d'avance sur son coéquipier Egan Bernal et 22 sur Luis Léon Sanchez.
| \| Classement de l'étape \| Classement de l'étape \| Classement de l'étape \| Classement de l'étape \| Classement de l'étape \| \| Coureur \| Coureur \| Pays \| Équipe \| Temps \| \| --------------------- \| --------------------- \| --------------------- \| ------------------------ \| --------------------- \| \| 1er \| Sam Bennett \| Irlande \| Bora-Hansgrohe \| 4 h 12 min 35 s \| \| 2e \| Arnaud Démare \| France \| Groupama-FDJ \| + 0 s \| \| 3e \| Matteo Trentin \| Italie \| Mitchelton-Scott \| + 0 s \| \| 4e \| John Degenkolb \| Allemagne \| Trek-Segafredo \| + 0 s \| \| 5e \| Bryan Coquard \| France \| Vital Concept-B&B Hotels \| + 0 s \| \| 6e \| Anthony Turgis \| France \| Direct Énergie \| + 0 s \| \| 7e \| Florian Sénéchal \| France \| Deceuninck-Quick Step \| + 0 s \| \| 8e \| Oliver Naesen \| Belgique \| AG2R La Mondiale \| + 0 s \| \| 9e \| Alexander Kristoff \| Norvège \| UAE Team Emirates \| + 0 s \| \| 10e \| Egan Bernal \| Colombie \| Team Sky \| + 0 s \| |                    |           |                          |                 |
| |                    |           |                          |                 |
| Source : ProCyclingStats |                    |           |                          |                 |
| Classement de l'étape |                    |           |                          |                 |
| Coureur | Coureur            | Pays      | Équipe                   | Temps           |
| 1er | Sam Bennett        | Irlande   | Bora-Hansgrohe           | 4 h 12 min 35 s |
| 2e | Arnaud Démare      | France    | Groupama-FDJ             | + 0 s           |
| 3e | Matteo Trentin     | Italie    | Mitchelton-Scott         | + 0 s           |
| 4e | John Degenkolb     | Allemagne | Trek-Segafredo           | + 0 s           |
| 5e | Bryan Coquard      | France    | Vital Concept-B&B Hotels | + 0 s           |
| 6e | Anthony Turgis     | France    | Direct Énergie           | + 0 s           |
| 7e | Florian Sénéchal   | France    | Deceuninck-Quick Step    | + 0 s           |
| 8e | Oliver Naesen      | Belgique  | AG2R La Mondiale         | + 0 s           |
| 9e | Alexander Kristoff | Norvège   | UAE Team Emirates        | + 0 s           |
| 10e | Egan Bernal        | Colombie  | Team Sky                 | + 0 s           |

| \| Classement général \| Classement général \| Classement général \| Classement général \| Classement général \| \| Coureur \| Coureur \| Pays \| Équipe \| Temps \| \| ------------------ \| ------------------- \| ------------------ \| --------------------- \| ------------------ \| \| 1er \| Michał Kwiatkowski \| Pologne \| Team Sky \| 21 h 35 min 36 s \| \| 2e \| Egan Bernal \| Colombie \| Team Sky \| + 18 s \| \| 3e \| Luis León Sánchez \| Espagne \| Astana \| + 22 s \| \| 4e \| Wilco Kelderman \| Pays-Bas \| Team Sunweb \| + 1 min 00 s \| \| 5e \| Bob Jungels \| Luxembourg \| Deceuninck-Quick Step \| + 1 min 00 s \| \| 6e \| Nairo Quintana \| Colombie \| Movistar Team \| + 1 min 04 s \| \| 7e \| Felix Großschartner \| Autriche \| Bora-Hansgrohe \| + 1 min 08 s \| \| 8e \| Jack Haig \| Australie \| Mitchelton-Scott \| + 1 min 17 s \| \| 9e \| Rudy Molard \| France \| Groupama-FDJ \| + 1 min 21 s \| \| 10e \| Romain Bardet \| France \| AG2R La Mondiale \| + 1 min 24 s \| |                     |            |                       |                  |
| |                     |            |                       |                  |
| Source : ProCyclingStats |                     |            |                       |                  |
| Classement général |                     |            |                       |                  |
| Coureur | Coureur             | Pays       | Équipe                | Temps            |
| 1er | Michał Kwiatkowski  | Pologne    | Team Sky              | 21 h 35 min 36 s |
| 2e | Egan Bernal         | Colombie   | Team Sky              | + 18 s           |
| 3e | Luis León Sánchez   | Espagne    | Astana                | + 22 s           |
| 4e | Wilco Kelderman     | Pays-Bas   | Team Sunweb           | + 1 min 00 s     |
| 5e | Bob Jungels         | Luxembourg | Deceuninck-Quick Step | + 1 min 00 s     |
| 6e | Nairo Quintana      | Colombie   | Movistar Team         | + 1 min 04 s     |
| 7e | Felix Großschartner | Autriche   | Bora-Hansgrohe        | + 1 min 08 s     |
| 8e | Jack Haig           | Australie  | Mitchelton-Scott      | + 1 min 17 s     |
| 9e | Rudy Molard         | France     | Groupama-FDJ          | + 1 min 21 s     |
| 10e | Romain Bardet       | France     | AG2R La Mondiale      | + 1 min 24 s     |

### 7eétape

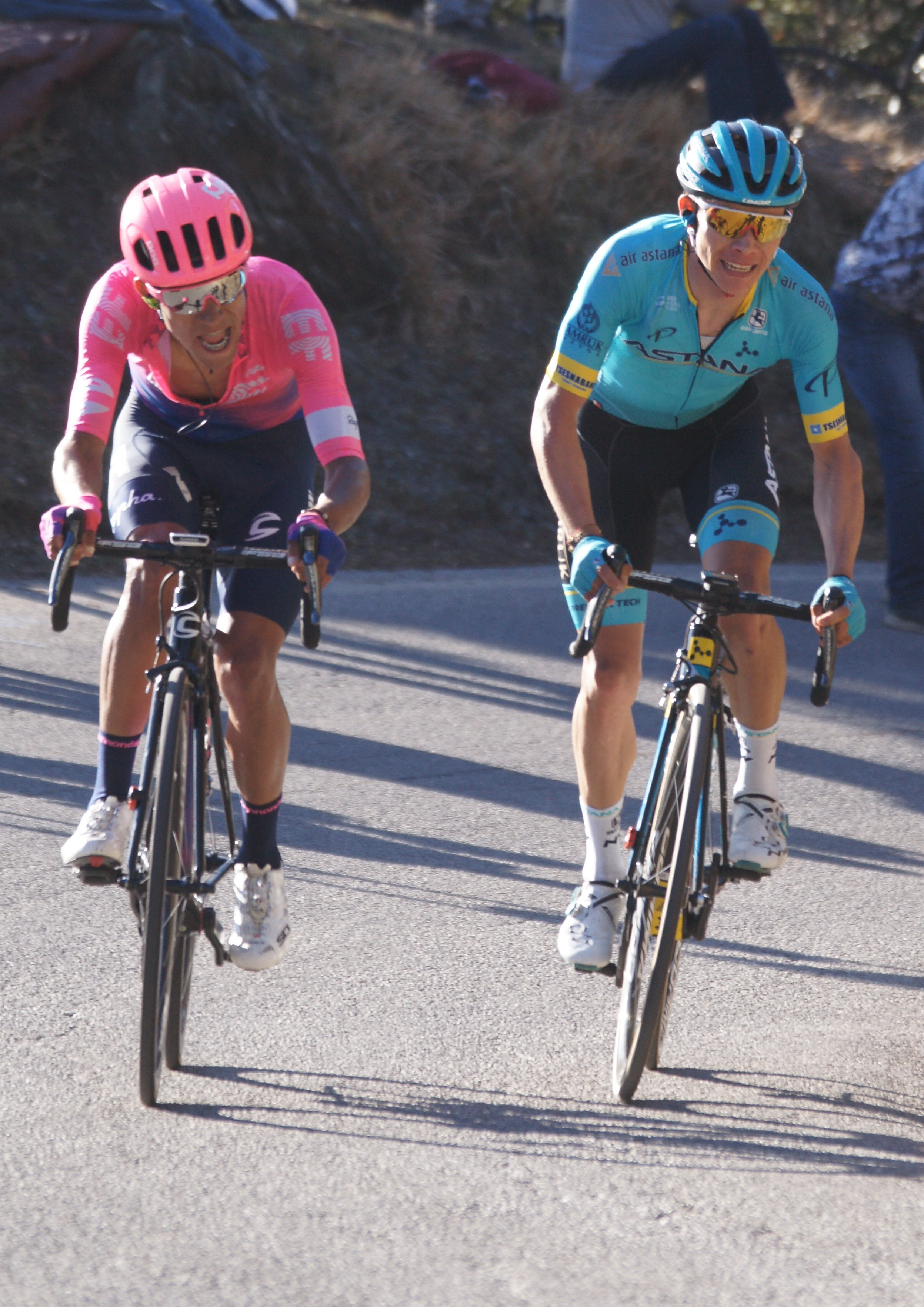
Daniel Martínez et Miguel Ángel López en tête à l'arrivée au col du Turini.

Après un début d'étape plat, le parcours emprunte la côte de Gattières (4,5 km à 4,8 %), classée en 2e catégorie et dont le sommet est situé au 10.5, ensuite il est légèrement vallonné puis descendant. La route enchaîne alors par une montée se terminant au sommet (km 47,5) de la côte de Gourdon (7,7 km à 4,2 %), classée en 2e catégorie, une bosse non-répertoriée et la côte de Coursegoules (7,8 km à 5 %), classée en 2e catégorie. Le sommet (km 70) sera suivi par une courte descente et des faux plats montants, en passant par le premier sprint intermédiaire (km 72,5), une dizaine de kilomètres en descente et quelques kilomètres légèrement vallonnés. S'ensuivra une nouvelle descente, un peu moins de 20 kilomètres légèrement vallonnés, la côte de Gilette (2 km à 5,6 %), classée en 3e catégorie et dont le sommet est au km 126, la descente et des routes vallonnées. Dans le final, les coureurs enchaînent deux ascensions de 1re catégorie : la côte de Pelasque (5,7 km à 6,2 %), dont le sommet est placé au km 160,5, et le col de Turini (14,9 km à 7,3 %). Le second sprint intermédiaire est placé dans l'ascension (km 169,5), en haut de laquelle sera jugée l'arrivée, après 181,5 km de course depuis Nice, à travers les Alpes-Maritimes.
L'équipe Lotto-Soudal contrôle le peloton, empêchant toute attaque dans les premiers kilomètres. Le maillot à pois Thomas De Gendt (Lotto-Soudal) franchit en tête le sommet de la côte de Gattières, devant Jonathan Hivert (Direct Energie) et Alessandro De Marchi (CCC Team). Malgré plusieurs attaques, aucun coureur ne parvient à s'échapper. 31 coureurs se détachent au km 38 : Héctor Carretero (Movistar), Simon Yates, Mikel Nieve (Mitchelton-Scott), Miguel Angel Lopez, Magnus Cort Nielsen (Astana), Thomas De Gendt, Ivan Garcia, Kristjan Koren (Bahrain-Merida), Pawel Poljanski (Bora-Hansgrohe), Mikaël Cherel, Mathias Frank (AG2R La Mondiale), Sergio Henao, Rory Sutherland (UAE Emirates), Giulio Ciccone, Jarlinson Pantano (Trek-Segafredo), Arnaud Démare (Groupama-FDJ), Elie Gesbert, Laurent Pichon (Arkéa-Samsic), Pascal Eenkhoorn, Mike Teunissen (Jumbo-Visma), Daniel Martinez (EF Education First), Nicolas Edet, Mathias Le Turnier (Cofidis), Víctor de la Parte, Alessandro De Marchi (CCC Team), Jonathan Hivert, Cyril Gautier, Quentin Pacher (Vital Concept-B&B Hotels), Romain Combaud, Julien El Fares et Evaldas Siskevicius (Delko-Marseille-KTM). Dans la côte de Gourdon, Ciccone part en solitaire et le maillot vert Sam Bennett (Bora-Hansgrohe) abandonne. Simon Spilak, Nils Politt (Katusha-Alpecin), Scott Davies (Dimension Data), Philippe Gilbert, Tim Declercq (Deceuninck-Quick Step), Amaël Moinard (Arkéa-Samsic), Maxime Monfort (Lotto-Soudal) et Julien Bernard (Trek-Segafredo) sortent du peloton. Tandis que Mauro Finetto (Delko-Marseille-KTM) s'échappe lui aussi, le groupe de tête est rejoint par le groupe de poursuivants au km 44. Ciccone est repris à 1 km du sommet. Les hommes de tête ont alors 1 minute 35 secondes d'avance sur Finetto et 1 minute 44 sur le peloton. De Gendt passe en tête au sommet, devant De Marchi et Combaud.
Après 52,5 km de course, l'échappée a 1 minute 15 secondes d'avance sur Finetto et 2 minutes 30 sur le peloton. Gilbert, 16e du classement général à 2 minutes 01 du maillot jaune, est alors leader virtuel de la course. Finetto va ensuite se relever. Le maillot à pois devance De Marchi et Politt au sommet de la côte de Coursegoules, où le peloton passe avec 4 minutes de retard. Le peloton va ensuite contrôler l'écart autour de cette marque. Gilbert remporte le premier sprint intermédiaire, devant De Gendt et De Marchi. Matthias Frank et Laurent Pichon chutent à 73 km de l'arrivée. Si Pichon reprend sa place dans l'échappée, Frank est contraint à l'abandon. Le retard du peloton va ensuite augmenter. De Gendt et De Marchi attaquent dans la côte de Gilette. Le maillot à pois passe en tête au sommet, tandis que Combaud prend la 3e place, à 20 secondes du duo de tête. Le peloton passe sur la ligne avec 6 minutes de retard. A 43 km de l'arrivée, le duo possède 25 secondes d'avance sur le groupe de chasse et 6 minutes 49 sur le peloton. Le duo est repris à 39,4 km de l'arrivée, le peloton est alors pointé à 6 minutes 04. L'équipe Sky va alors stabiliser l'écart autour des 6 minutes. Laurent Pichon attaque à 28,1 km de l'arrivée, avec Magnus Cort Nielsen, mais ce dernier se relève après quelques hectomètres. Pichon est revu à 26,3 km du but. Mikel Nieve va ensuite prendre les commandes de l'échappée. Winner Anacona (Movistar) sort du peloton dès les premières pentes de la côte de Pelasque. Le travail de Nieve réduit le groupe de tête à 22 éléments à 1 km du sommet, le peloton est alors pointé à 5 minutes 45. Tandis que Nieve et Moinard sont distancés, De Gendt passe en tête au sommet, devant De Marchi et Yates. Pawel Poljanski attaque à 17 km de l'arrivée et aborde la montée finale avec 15 secondes d'avance sur le groupe de poursuivants, mené par Tim Declercq, 5 minutes 30 sur Anacona et 6 minutes 15 sur le peloton.
A 13,5 km de l'arrivée, l'homme de tête possède 10 secondes sur le groupe de chasse, mené par Julien Bernard et dont ne fait plus partie le maillot à pois, 5 minutes 50 sur Anacona et 6 minutes 19 sur le peloton. Tandis que Declercq reprend les commandes du groupe, Scott Davis est distancé. Poljanski remporte le second sprint intermédiaire, Philippe Gilbert prend la 2e place 8 secondes plus tard, devant Declerq. L'homme de tête est repris à 11,6 km de l'arrivée, le peloton est alors pointé à 6 minutes 30. Declercq s'écarte à 10,1 km de l'arrivée et laisse son leader Gilbert mener le groupe, où il n'est plus accompagné que par 13 coureurs : Yates, Lopez, Cherel, Henao, Ciccone, Gesbert, Martinez, Edet, De la Parte, De Marchi, Hivert, Gautier et El Fares.
Simon Yates attaque à 9,2 km du sommet, suivi par Miguel Angel Lopez. Le duo est rejoint 300 m plus loin par Nicolas Edet, puis Sergio Henao et Daniel Martinez font de même, Elie Gesbert est juste derrière. Alors que Gesbert parvient à recoller sur le groupe de tête, Yates accélère de nouveau à 8,7 km de l'arrivée, suivi par Lopez. Martinez et Edet les rejoignent 200 m plus loin. Le quatuor de tête possède à 8,3 km du but 15 secondes d'avance sur le groupe Gilbert et 5 minutes 48 sur le groupe maillot jaune, qui a déjà repris Anacona. Alors que le groupe Gilbert continue de perdre du terrain, Edet est distancé. Lopez prend quelques longueurs d'avance à 7,8 km de la ligne, Yates et Martinez s'observent, puis Yates fait l'effort et l'homme de tête est repris par Yates, Martinez et Edet. Le retard du groupe maillot jaune est alors de 5 minutes 36. Edet est lâché quelques hectomètres plus loin, mais parvient à rentrer à 6,6 km du sommet. Il attaque 200 m plus loin, rejoint rapidement par Lopez. Ce dernier accélère à 5,7 km de l'arrivée. 500 mètres plus loin, il a une minute d'avance sur le groupe Gilbert et 5 minutes 53 sur le groupe maillot jaune. Wilco Kelderman (Sunweb) est ensuite lâché du groupe maillot jaune. Lopez possède 1 minute 11 d'avance sur le groupe Gilbert à 4 km de l'arrivée et 5 minutes 45 sur le groupe maillot jaune. Alors que Felix Großschartner (Bora-Hansgrohe) est lui aussi lâché, le trio de chasse parvient 300 m plus loin à rentrer sur Lopez, qui en remet une couche immédiatement, suivi seulement par Martinez. Tandis que le groupe de chasse explose et que Luis Léon Sanchez (Astana) et le champion du Luxembourg Bob Jungels (Deceuninck-Quick Step) lâchent prise coup sur coup, Yates et Edet recollent sur le duo de tête à 3 km de l'arrivée. Le groupe maillot jaune est alors pointé à 5 minutes 26.
500 mètres plus loin, l'écart a chuté à 4 minutes 24, alors qu'Ilnur Zakarin (Katusha-Alpecin) attaque, suivi par Domenico Pozzovivo (Bahrain-Merida). Nicolas Edet attaque ensuite, suivi par Daniel Martinez. Yates et Lopez recollent à 2,1 km du sommet, alors que Zakarin et Pozzovivo ont été repris. Yates attaque 200 m plus loin, rapidement rejoint par Martinez puis Lopez. Le maillot jaune Michał Kwiatkowski (Team Sky) est distancé à un peu plus de 3 km du sommet, puis c'est au tour de Zakarin. Nicolas Edet attaque à 1,3 km de l'arrivée, suivi par Miguel Angel Lopez. Martinez et Yates reviennent ensuite. Martinez accélère à la flamme rouge, Lopez recolle après quelques hectomètres. Martinez lance le sprint à 100 m de la ligne et s'en va remporter l'étape, avec 6 secondes d'avance sur Lopez, 20 sur Edet et Yates. Derrière, Ivan Sosa (Team Sky) n'est plus suivi que par son leader et maillot blanc Egan Bernal, ainsi que par Nairo Quintana (Movistar) et Jack Haig (Mitchelton-Scott), Romain Bardet (AG2R La Mondiale) et Pozzovivo sont à quelques secondes de ce groupe. Sosa s'écarte à la flamme rouge, le maillot blanc accélère, seul Quintana peut le suivre. Philippe Gilbert est 11e de l'étape, à 2 minutes 50 du vainqueur. Quintana et Bernal passent la ligne 53 secondes après Gilbert. Haig est 15e à 4 minutes 05 de Martinez, Bardet 18e à 4 minutes 22 et Kwiatkowski 22e à 5 minutes 04. Bernal s'empare de la tête du classement général et conforte largement son maillot blanc. Il possède 45 secondes d'avance sur Gilbert et 46 sur Quintana. Désormais 4e du classement général à 1 minutes 03, Kwiatkowski profite de l'abandon de Sam Bennett pour prendre le maillot vert. Derrières, seuls Kack Haig et Romain Bardet sont à moins de 2 minutes du nouveau leader.
| \| Classement de l'étape \| Classement de l'étape \| Classement de l'étape \| Classement de l'étape \| Classement de l'étape \| \| Coureur \| Coureur \| Pays \| Équipe \| Temps \| \| --------------------- \| --------------------- \| --------------------- \| -------------------------- \| --------------------- \| \| 1er \| Daniel Martínez \| Colombie \| EF Education First \| 4 h 55 min 49 s \| \| 2e \| Miguel Ángel López \| Colombie \| Astana \| + 6 s \| \| 3e \| Nicolas Edet \| France \| Cofidis, Solutions Crédits \| + 20 s \| \| 4e \| Simon Yates \| Royaume-Uni \| Mitchelton-Scott \| + 20 s \| \| 5e \| Jonathan Hivert \| France \| Direct Énergie \| + 55 s \| \| 6e \| Giulio Ciccone \| Italie \| Trek-Segafredo \| + 2 min 03 s \| \| 7e \| Julien El Fares \| France \| Delko Marseille Provence \| + 2 min 03 s \| \| 8e \| Sergio Henao \| Colombie \| UAE Team Emirates \| + 2 min 08 s \| \| 9e \| Víctor de la Parte \| Espagne \| CCC Team \| + 2 min 13 s \| \| 10e \| Alessandro De Marchi \| Italie \| CCC Team \| + 2 min 15 s \| |                      |             |                            |                 |
| |                      |             |                            |                 |
| Source : ProCyclingStats |                      |             |                            |                 |
| Classement de l'étape |                      |             |                            |                 |
| Coureur | Coureur              | Pays        | Équipe                     | Temps           |
| 1er | Daniel Martínez      | Colombie    | EF Education First         | 4 h 55 min 49 s |
| 2e | Miguel Ángel López   | Colombie    | Astana                     | + 6 s           |
| 3e | Nicolas Edet         | France      | Cofidis, Solutions Crédits | + 20 s          |
| 4e | Simon Yates          | Royaume-Uni | Mitchelton-Scott           | + 20 s          |
| 5e | Jonathan Hivert      | France      | Direct Énergie             | + 55 s          |
| 6e | Giulio Ciccone       | Italie      | Trek-Segafredo             | + 2 min 03 s    |
| 7e | Julien El Fares      | France      | Delko Marseille Provence   | + 2 min 03 s    |
| 8e | Sergio Henao         | Colombie    | UAE Team Emirates          | + 2 min 08 s    |
| 9e | Víctor de la Parte   | Espagne     | CCC Team                   | + 2 min 13 s    |
| 10e | Alessandro De Marchi | Italie      | CCC Team                   | + 2 min 15 s    |

| \| Classement général \| Classement général \| Classement général \| Classement général \| Classement général \| \| Coureur \| Coureur \| Pays \| Équipe \| Temps \| \| ------------------ \| ------------------ \| ------------------ \| --------------------- \| ------------------ \| \| 1er \| Egan Bernal \| Colombie \| Team Sky \| 26 h 35 min 26 s \| \| 2e \| Philippe Gilbert \| Belgique \| Deceuninck-Quick Step \| + 45 s \| \| 3e \| Nairo Quintana \| Colombie \| Movistar Team \| + 46 s \| \| 4e \| Michał Kwiatkowski \| Pologne \| Team Sky \| + 1 min 03 s \| \| 5e \| Jack Haig \| Australie \| Mitchelton-Scott \| + 1 min 21 s \| \| 6e \| Romain Bardet \| France \| AG2R La Mondiale \| + 1 min 45 s \| \| 7e \| George Bennett \| Nouvelle-Zélande \| Team Jumbo-Visma \| + 2 min 20 s \| \| 8e \| Ilnur Zakarin \| Russie \| Katusha-Alpecin \| + 2 min 52 s \| \| 9e \| Rudy Molard \| France \| Groupama-FDJ \| + 3 min 02 s \| \| 10e \| Bob Jungels \| Luxembourg \| Deceuninck-Quick Step \| + 3 min 06 s \| |                    |                  |                       |                  |
| |                    |                  |                       |                  |
| Source : ProCyclingStats |                    |                  |                       |                  |
| Classement général |                    |                  |                       |                  |
| Coureur | Coureur            | Pays             | Équipe                | Temps            |
| 1er | Egan Bernal        | Colombie         | Team Sky              | 26 h 35 min 26 s |
| 2e | Philippe Gilbert   | Belgique         | Deceuninck-Quick Step | + 45 s           |
| 3e | Nairo Quintana     | Colombie         | Movistar Team         | + 46 s           |
| 4e | Michał Kwiatkowski | Pologne          | Team Sky              | + 1 min 03 s     |
| 5e | Jack Haig          | Australie        | Mitchelton-Scott      | + 1 min 21 s     |
| 6e | Romain Bardet      | France           | AG2R La Mondiale      | + 1 min 45 s     |
| 7e | George Bennett     | Nouvelle-Zélande | Team Jumbo-Visma      | + 2 min 20 s     |
| 8e | Ilnur Zakarin      | Russie           | Katusha-Alpecin       | + 2 min 52 s     |
| 9e | Rudy Molard        | France           | Groupama-FDJ          | + 3 min 02 s     |
| 10e | Bob Jungels        | Luxembourg       | Deceuninck-Quick Step | + 3 min 06 s     |

### 8eétape
Le début d'étape est en faux plat montant, avant la côte de Levens (6,2 km à 5,6 %), classée en 2e catégorie. La montée se prolonge après le sommet (km 20,5) jusqu'au premier sprint intermédiaire à Levens (km 24). Après un peu de plat et la descente, la route emprunte l'enchaînement de la côte de Châteauneuf-Villevieille (5,3 km à 4,3 %), classée en 2e catégorie et dont le sommet est au km 36.5, le col de Calaïson (6,3 km à 4,5 %), classé en 2e catégorie et dont le sommet est situé au km 51, et la côte de Peille (6,6 km à 6,8 %), classée en 1re catégorie. Après le sommet (km 67,5), la descente est irrégulière et passe par le second sprint intermédiaire (km 78,5). Le parcours emprunte ensuite le col d'Èze (1,6 km à 8,1 %), classé en 1re catégorie et dont le sommet est placé au km 83.5, la descente, le col des Quatre Chemins (5,5 km à 5,5 %), qui est en fait la première partie du col d'Èze et classé en 2e catégorie. Après le sommet (km 101), la route plonge vers la promenade des Anglais, à Nice, où sera jugée l'arrivée, après 110 km de course depuis Nice, à travers les Alpes-Maritimes.
Le champion d'Europe Matteo Trentin (Mitchelton-Scott), Nils Politt (Katusha-Alpecin), Amaël Moinard (Arkéa-Samsic) et Niccolò Bonifazio (Direct Energie) s'échappent dans les premiers kilomètres de course. Le quatuor possède 20 secondes d'avance sur le peloton au km 10. Le groupe de tête est rejoint dans la côte de Levens par le champion du Luxembourg Bob Jungels (Deceuninck-Quick Step), puis par Ilnur Zakarin (Katusha-Alpecin) et Dylan Teuns (Bahrain-Merida), ensuite par Ion Izagirre (Astana), Daniel Martinez (EF Education First) et Lilian Calmejane (Direct Energie). Jungels va ensuite filer en solitaire. A un kilomètre du sommet, il possède quelques secondes d'avance sur un groupe de 36 coureurs : Marc Soler, Winner Anacona, Héctor Carretero (Movistar), Simon Yates, Matteo Trentin (Mitchelton-Scott), Miguel Angel Lopez, Hugo Houle, Ion Izagirre, Luis Léon Sanchez (Astana), le maillot à pois Thomas De Gendt (Lotto-Soudal), Domenico Pozzovivo, Sonny Colbrelli, Ivan Garcia, Dylan Teuns (Bahrain-Merida), Patrick Konrad, Felix Großschartner (Bora-Hansgrohe), Oliver Naesen (AG2R La Mondiale), Sergio Henao (UAE Emirates), Julien Bernard (Trek-Segafredo), le porteur du maillot blanc Valentin Madouas (Groupama-FDJ), Ilnur Zakarin, Nils Politt, Simon Spilak (Katusha-Alpecin), Elie Gesbert, Amaël Moinard (Arkea-Samsic), Daniel Martinez, Tejay Van Garderen (EF Education First), Wilco Kelderman (Sunweb), Nicolas Edet, Pierre-Luc Perichon (Cofidis), Amaro Antunes, Alessandro De Marchi (CCC Team), Lilian Calmejane, Jonathan Hivert (Direct Energie), Quentin Pacher (Vital Concept-B&B Hotels) et Julien El Fares (Delko-Marseille-KTM). Le maillot à pois va ensuite attaquer et passer en tête au sommet, juste devant Jungels et quelques secondes devant Soler et le reste du groupe. Le peloton est alors pointé à 40 secondes de la tête de course. Le duo de tête est rapidement rejoint par le groupe de poursuivants. L'échappée comprend deux membres du Top 10 : Zakarin (8e à 2 minutes 52) et Jungels (10e à 3 minutes 06). Colbrelli remporte le premier sprint intermédiaire, devant Lopez et Van Garderen.
Le champion d'Europe sort du groupe dès les premières pentes de la côte de Châteauneuf et passe en tête au sommet, avec 10 secondes d'avance sur le groupe de chasse, où De Gendt devance Colbrelli, et 1 minute 30 sur le peloton. Van Garderen et El Farès vont ensuite attaquer à leur tour. Trentin aborde le col de Calaïson avec 15 secondes d'avance sur le duo de poursuivants, 25 sur le groupe maillot à pois et 1 minute 50 sur le groupe maillot jaune, réduit à une vingtaine d'éléments. L'homme de tête est rejoint par ses deux poursuivants à 62,9 km de l'arrivée. Le groupe de chasse est alors pointé à 35 secondes et le groupe maillot jaune à 1 minutes 50. Trentin franchit en tête le sommet, devant Van Garderen et El Fares. Le groupe de chasse passe sur la ligne 40 secondes plus tard. A 51,5 km de l'arrivée, le trio de tête possède 50 secondes d'avance sur le groupe maillot à pois et 1 minutes 40 sur le groupe maillot jaune.
Le groupe maillot jaune est sur les talons du groupe de chasse au pied de la côte de Peille. Izagirre part ensuite à la poursuite du trio de tête. A 47,8 km de l'arrivée, le trio de tête possède 1 minute 08 secondes d'avance sur le groupe maillot jaune, d'où Nairo Quintana (Movistar) attaque. Van Garderen s'isole en tête quelques hectomètres plus loin. Dans le même temps, Nicolas Edet attaque, sans succès, et Quintana reprend les premiers lâchés du groupe de contre puis retrouve son équipier Carretero, qui s'est laissé décrocher. Alors que Romain Bardet (AG2R La Mondiale) sort lui aussi du groupe maillot jaune, le duo de la Movistar va rapidement recoller sur le groupe Zakarin. La formation Movistar va alors prendre les commandes du groupe, qui possède une trentaine de secondes d'avance sur le groupe maillot jaune. Izagirre reprend puis lâche le duo de poursuivants. A 45,3 km de l'arrivée, l'homme de tête possède 30 secondes sur le groupe Quintana, qui reprend Trentin et El Fares, et 1 minute 15 sur le groupe maillot jaune. Philippe Gilbert (Deceuninck-Quick Step), 2e du classement général à 45 secondes, est alors distancé, puis Izagirre est lui aussi rejoint. Van Garderen possède à 44,4 km de l'arrivée 19 secondes d'avance sur Soler, Quintana, Yates, Lopez, Izagirre, Sanchez, Pozzovivo, Großschartner, Naesen, Martinez et Kelderman, 1 minute 14 sur le groupe maillot jaune et 1 minute 24 sur Gilbert. Nairo Quintana est alors leader virtuel de la course. Un groupe de 9 coureurs, avec notamment Bardet, Zakarin, le champion du Luxembourg et le maillot blanc, est intercalé entre les groupes Quintana et maillot jaune. Le groupe Quintana reprend Van Garderen à 42,8 km de l'arrivée, le groupe maillot jaune est alors pointé à 1 minute 01. Quintana passe en tête au sommet, devant Soler et Sanchez.
L'équipe Sky va ensuite stabiliser l'écart autour des 50 secondes. Le groupe Bardet est repris à environ 40 km de l'arrivée. Lopez se met à collaborer avec les Movistar dans le groupe de tête. Quintana remporte le second sprint intermédiaire, devant Soler et Lopez. Le groupe maillot jaune passe sur la ligne avec 45 secondes de retard. Marc Soler et Miguel Angel Lopez sont distancés coup sur coup dès les premières pentes du col d'Èze. Alors que l'écart a baissé à 40 secondes, Nairo Quintana parvient à reprendre du champ dans l'ascension. Il franchit en tête le sommet, devant Van Garderen et Izagirre. Le groupe maillot jaune passe la ligne 1 minute plus tard, puis l'écart se stabilise de nouveau autour des 50 secondes, puis autour des 45 secondes.
Le groupe maillot jaune reprend une dizaine de secondes dans la première partie du col des Quatre Chemins. Tejay Van Garderen attaque à 13,1 km de l'arrivée, suivi par Ion Izagirre. Ce dernier part seul 300 m plus loin. Il possède à 12 km du but 10 secondes d'avance sur le groupe Quintana et 52 sur le groupe maillot jaune. Le groupe de poursuivants, mené par Quintana et Martinez, continue de perdre du terrain. Bardet attaque, mais il est repris quelques hectomètres plus loin. Yates va lui aussi attaquer, mais sans succès. Izagirre passe en tête au sommet, 30 secondes devant Quintana, Van Garderen et le reste du groupe, 57 sur le groupe maillot jaune, qui a distancé Ilnur Zakarin. A 5,5 km de l'arrivée, l'homme de tête possède 20 secondes d'avance sur le groupe Quintana et 48 sur le groupe maillot jaune. Le groupe maillot jaune refait une partie de son retard sur la dernière partie de la descente. Ion Izagirre remporte l'étape, 18 secondes devant le groupe de poursuivants, réglé par Oliver Naesen devant Wilco Kelderman. Nairo Quintana est 10e à 22 secondes, il franchit la ligne quatre secondes avant le groupe maillot jaune. Egan Bernal (Team Sky) remporte ainsi son premier Paris-Nice et le classement du meilleur jeune. Il devance au classement général Nairo Quintana et son coéquipier Michał Kwiatkowski, qui remporte le classement par point.
| \| Classement de l'étape \| Classement de l'étape \| Classement de l'étape \| Classement de l'étape \| Classement de l'étape \| \| Coureur \| Coureur \| Pays \| Équipe \| Temps \| \| --------------------- \| --------------------- \| --------------------- \| --------------------- \| --------------------- \| \| 1er \| Ion Izagirre \| Espagne \| Astana \| 2 h 41 min 10 s \| \| 2e \| Oliver Naesen \| Belgique \| AG2R La Mondiale \| + 18 s \| \| 3e \| Wilco Kelderman \| Pays-Bas \| Team Sunweb \| + 18 s \| \| 4e \| Daniel Martínez \| Colombie \| EF Education First \| + 18 s \| \| 5e \| Felix Großschartner \| Autriche \| Bora-Hansgrohe \| + 18 s \| \| 6e \| Domenico Pozzovivo \| Italie \| Bahrain-Merida \| + 18 s \| \| 7e \| Luis León Sánchez \| Espagne \| Astana \| + 18 s \| \| 8e \| Simon Yates \| Royaume-Uni \| Mitchelton-Scott \| + 20 s \| \| 9e \| Tejay van Garderen \| États-Unis \| EF Education First \| + 20 s \| \| 10e \| Nairo Quintana \| Colombie \| Movistar Team \| + 22 s \| |                     |             |                    |                 |
| |                     |             |                    |                 |
| Source : ProCyclingStats |                     |             |                    |                 |
| Classement de l'étape |                     |             |                    |                 |
| Coureur | Coureur             | Pays        | Équipe             | Temps           |
| 1er | Ion Izagirre        | Espagne     | Astana             | 2 h 41 min 10 s |
| 2e | Oliver Naesen       | Belgique    | AG2R La Mondiale   | + 18 s          |
| 3e | Wilco Kelderman     | Pays-Bas    | Team Sunweb        | + 18 s          |
| 4e | Daniel Martínez     | Colombie    | EF Education First | + 18 s          |
| 5e | Felix Großschartner | Autriche    | Bora-Hansgrohe     | + 18 s          |
| 6e | Domenico Pozzovivo  | Italie      | Bahrain-Merida     | + 18 s          |
| 7e | Luis León Sánchez   | Espagne     | Astana             | + 18 s          |
| 8e | Simon Yates         | Royaume-Uni | Mitchelton-Scott   | + 20 s          |
| 9e | Tejay van Garderen  | États-Unis  | EF Education First | + 20 s          |
| 10e | Nairo Quintana      | Colombie    | Movistar Team      | + 22 s          |

## Classements finals

### Classement général
| \| Classement général \| Classement général \| Classement général \| Classement général \| Classement général \| \| Coureur \| Coureur \| Pays \| Équipe \| Temps \| \| ------------------ \| ------------------ \| ------------------ \| --------------------- \| ------------------ \| \| 1er \| Egan Bernal \| Colombie \| Team Sky \| 29 h 17 min 02 s \| \| 2e \| Nairo Quintana \| Colombie \| Movistar Team \| + 39 s \| \| 3e \| Michał Kwiatkowski \| Pologne \| Team Sky \| + 1 min 03 s \| \| 4e \| Jack Haig \| Australie \| Mitchelton-Scott \| + 1 min 21 s \| \| 5e \| Romain Bardet \| France \| AG2R La Mondiale \| + 1 min 45 s \| \| 6e \| George Bennett \| Nouvelle-Zélande \| Team Jumbo-Visma \| + 2 min 20 s \| \| 7e \| Rudy Molard \| France \| Groupama-FDJ \| + 3 min 02 s \| \| 8e \| Bob Jungels \| Luxembourg \| Deceuninck-Quick Step \| + 3 min 06 s \| \| 9e \| Luis León Sánchez \| Espagne \| Astana \| + 3 min 12 s \| \| 10e \| Ilnur Zakarin \| Russie \| Katusha-Alpecin \| + 4 min 07 s \| |                    |                  |                       |                  |
| |                    |                  |                       |                  |
| Source : ProCyclingStats |                    |                  |                       |                  |
| Classement général |                    |                  |                       |                  |
| Coureur | Coureur            | Pays             | Équipe                | Temps            |
| 1er | Egan Bernal        | Colombie         | Team Sky              | 29 h 17 min 02 s |
| 2e | Nairo Quintana     | Colombie         | Movistar Team         | + 39 s           |
| 3e | Michał Kwiatkowski | Pologne          | Team Sky              | + 1 min 03 s     |
| 4e | Jack Haig          | Australie        | Mitchelton-Scott      | + 1 min 21 s     |
| 5e | Romain Bardet      | France           | AG2R La Mondiale      | + 1 min 45 s     |
| 6e | George Bennett     | Nouvelle-Zélande | Team Jumbo-Visma      | + 2 min 20 s     |
| 7e | Rudy Molard        | France           | Groupama-FDJ          | + 3 min 02 s     |
| 8e | Bob Jungels        | Luxembourg       | Deceuninck-Quick Step | + 3 min 06 s     |
| 9e | Luis León Sánchez  | Espagne          | Astana                | + 3 min 12 s     |
| 10e | Ilnur Zakarin      | Russie           | Katusha-Alpecin       | + 4 min 07 s     |

| Classement par points | Classement par points | Classement par points | Classement par points | Classement par points |
| Coureur               | Coureur               | Pays                  | Équipe                | Points                |
| --------------------- | --------------------- | --------------------- | --------------------- | --------------------- |
| 1er                   | Michał Kwiatkowski    | Pologne               | Team Sky              | 33 pts                |
| 2e                    | Daniel Martínez       | Colombie              | EF Education First    | 28 pts                |
| 3e                    | Simon Yates           | Royaume-Uni           | Mitchelton-Scott      | 25 pts                |
| 4e                    | Luis León Sánchez     | Espagne               | Astana                | 24 pts                |
| 5e                    | Matteo Trentin        | Italie                | Mitchelton-Scott      | 24 pts                |
| 6e                    | Arnaud Démare         | France                | Groupama-FDJ          | 22 pts                |
| 7e                    | Magnus Cort Nielsen   | Danemark              | Astana                | 18 pts                |
| 8e                    | Ion Izagirre          | Espagne               | Astana                | 18 pts                |
| 9e                    | Philippe Gilbert      | Belgique              | Deceuninck-Quick Step | 16 pts                |
| 10e                   | Oliver Naesen         | Belgique              | AG2R La Mondiale      | 16 pts                |

| Classement par points | Classement par points | Classement par points | Classement par points | Classement par points |
| Coureur               | Coureur               | Pays                  | Équipe                | Points                |
| --------------------- | --------------------- | --------------------- | --------------------- | --------------------- |
| 1er                   | Michał Kwiatkowski    | Pologne               | Team Sky              | 33 pts                |
| 2e                    | Daniel Martínez       | Colombie              | EF Education First    | 28 pts                |
| 3e                    | Simon Yates           | Royaume-Uni           | Mitchelton-Scott      | 25 pts                |
| 4e                    | Luis León Sánchez     | Espagne               | Astana                | 24 pts                |
| 5e                    | Matteo Trentin        | Italie                | Mitchelton-Scott      | 24 pts                |
| 6e                    | Arnaud Démare         | France                | Groupama-FDJ          | 22 pts                |
| 7e                    | Magnus Cort Nielsen   | Danemark              | Astana                | 18 pts                |
| 8e                    | Ion Izagirre          | Espagne               | Astana                | 18 pts                |
| 9e                    | Philippe Gilbert      | Belgique              | Deceuninck-Quick Step | 16 pts                |
| 10e                   | Oliver Naesen         | Belgique              | AG2R La Mondiale      | 16 pts                |

| Classement de la montagne | Classement de la montagne | Classement de la montagne | Classement de la montagne | Classement de la montagne |
| Coureur                   | Coureur                   | Pays                      | Équipe                    | Points                    |
| ------------------------- | ------------------------- | ------------------------- | ------------------------- | ------------------------- |
| 1er                       | Thomas De Gendt           | Belgique                  | Lotto-Soudal              | 76 pts                    |
| 2e                        | Alessandro De Marchi      | Italie                    | CCC Team                  | 43 pts                    |
| 3e                        | Nairo Quintana            | Colombie                  | Movistar Team             | 25 pts                    |
| 4e                        | Matteo Trentin            | Italie                    | Mitchelton-Scott          | 16 pts                    |
| 5e                        | Ion Izagirre              | Espagne                   | Astana                    | 16 pts                    |
| 6e                        | Tejay van Garderen        | États-Unis                | EF Education First        | 16 pts                    |
| 7e                        | Miguel Ángel López        | Colombie                  | Astana                    | 15 pts                    |
| 8e                        | Daniel Martínez           | Colombie                  | EF Education First        | 14 pts                    |
| 9e                        | Luis León Sánchez         | Espagne                   | Astana                    | 12 pts                    |
| 10e                       | Giulio Ciccone            | Italie                    | Trek-Segafredo            | 12 pts                    |

| Classement de la montagne | Classement de la montagne | Classement de la montagne | Classement de la montagne | Classement de la montagne |
| Coureur                   | Coureur                   | Pays                      | Équipe                    | Points                    |
| ------------------------- | ------------------------- | ------------------------- | ------------------------- | ------------------------- |
| 1er                       | Thomas De Gendt           | Belgique                  | Lotto-Soudal              | 76 pts                    |
| 2e                        | Alessandro De Marchi      | Italie                    | CCC Team                  | 43 pts                    |
| 3e                        | Nairo Quintana            | Colombie                  | Movistar Team             | 25 pts                    |
| 4e                        | Matteo Trentin            | Italie                    | Mitchelton-Scott          | 16 pts                    |
| 5e                        | Ion Izagirre              | Espagne                   | Astana                    | 16 pts                    |
| 6e                        | Tejay van Garderen        | États-Unis                | EF Education First        | 16 pts                    |
| 7e                        | Miguel Ángel López        | Colombie                  | Astana                    | 15 pts                    |
| 8e                        | Daniel Martínez           | Colombie                  | EF Education First        | 14 pts                    |
| 9e                        | Luis León Sánchez         | Espagne                   | Astana                    | 12 pts                    |
| 10e                       | Giulio Ciccone            | Italie                    | Trek-Segafredo            | 12 pts                    |

| Classement du meilleur jeune | Classement du meilleur jeune | Classement du meilleur jeune | Classement du meilleur jeune | Classement du meilleur jeune |
| Coureur                      | Coureur                      | Pays                         | Équipe                       | Temps                        |
| ---------------------------- | ---------------------------- | ---------------------------- | ---------------------------- | ---------------------------- |
| 1er                          | Egan Bernal                  | Colombie                     | Team Sky                     | 29 h 17 min 02 s             |
| 2e                           | Valentin Madouas             | France                       | Groupama-FDJ                 | + 4 min 07 s                 |
| 3e                           | Daniel Martínez              | Colombie                     | EF Education First           | + 9 min 27 s                 |
| 4e                           | Miguel Ángel López           | Colombie                     | Astana                       | + 23 min 44 s                |
| 5e                           | Tao Geoghegan Hart           | Royaume-Uni                  | Team Sky                     | + 26 min 23 s                |
| 6e                           | Giulio Ciccone               | Italie                       | Trek-Segafredo               | + 30 min 21 s                |
| 7e                           | Élie Gesbert                 | France                       | Arkéa-Samsic                 | + 30 min 24 s                |
| 8e                           | Iván Sosa                    | Colombie                     | Team Sky                     | + 31 min 57 s                |
| 9e                           | Iván García Cortina          | Espagne                      | Bahrain-Merida               | + 36 min 47 s                |
| 10e                          | Nils Politt                  | Allemagne                    | Katusha-Alpecin              | + 37 min 22 s                |

| Classement du meilleur jeune | Classement du meilleur jeune | Classement du meilleur jeune | Classement du meilleur jeune | Classement du meilleur jeune |
| Coureur                      | Coureur                      | Pays                         | Équipe                       | Temps                        |
| ---------------------------- | ---------------------------- | ---------------------------- | ---------------------------- | ---------------------------- |
| 1er                          | Egan Bernal                  | Colombie                     | Team Sky                     | 29 h 17 min 02 s             |
| 2e                           | Valentin Madouas             | France                       | Groupama-FDJ                 | + 4 min 07 s                 |
| 3e                           | Daniel Martínez              | Colombie                     | EF Education First           | + 9 min 27 s                 |
| 4e                           | Miguel Ángel López           | Colombie                     | Astana                       | + 23 min 44 s                |
| 5e                           | Tao Geoghegan Hart           | Royaume-Uni                  | Team Sky                     | + 26 min 23 s                |
| 6e                           | Giulio Ciccone               | Italie                       | Trek-Segafredo               | + 30 min 21 s                |
| 7e                           | Élie Gesbert                 | France                       | Arkéa-Samsic                 | + 30 min 24 s                |
| 8e                           | Iván Sosa                    | Colombie                     | Team Sky                     | + 31 min 57 s                |
| 9e                           | Iván García Cortina          | Espagne                      | Bahrain-Merida               | + 36 min 47 s                |
| 10e                          | Nils Politt                  | Allemagne                    | Katusha-Alpecin              | + 37 min 22 s                |

| Classement par équipes | Classement par équipes | Classement par équipes | Classement par équipes |
| Équipe                 | Équipe                 | Pays                   | Temps                  |
| ---------------------- | ---------------------- | ---------------------- | ---------------------- |
| 1re                    | Sky                    | Royaume-Uni            | 87 h 57 min 51 s       |
| 2e                     | Astana                 | Kazakhstan             | + 9 min 46 s           |
| 3e                     | AG2R La Mondiale       | France                 | + 10 min 25 s          |
| 4e                     | Mitchelton-Scott       | Australie              | + 15 min 27 s          |
| 5e                     | Bahrain-Merida         | Bahreïn                | + 17 min 18 s          |
| 6e                     | Movistar Team          | Espagne                | + 33 min 16 s          |
| 7e                     | Direct Énergie         | France                 | + 40 min 19 s          |
| 8e                     | Groupama-FDJ           | France                 | + 41 min 41 s          |
| 9e                     | Trek-Segafredo         | États-Unis             | + 42 min 18 s          |
| 10e                    | Deceuninck-Quick Step  | Belgique               | + 43 min 46 s          |

| Classement par équipes | Classement par équipes | Classement par équipes | Classement par équipes |
| Équipe                 | Équipe                 | Pays                   | Temps                  |
| ---------------------- | ---------------------- | ---------------------- | ---------------------- |
| 1re                    | Sky                    | Royaume-Uni            | 87 h 57 min 51 s       |
| 2e                     | Astana                 | Kazakhstan             | + 9 min 46 s           |
| 3e                     | AG2R La Mondiale       | France                 | + 10 min 25 s          |
| 4e                     | Mitchelton-Scott       | Australie              | + 15 min 27 s          |
| 5e                     | Bahrain-Merida         | Bahreïn                | + 17 min 18 s          |
| 6e                     | Movistar Team          | Espagne                | + 33 min 16 s          |
| 7e                     | Direct Énergie         | France                 | + 40 min 19 s          |
| 8e                     | Groupama-FDJ           | France                 | + 41 min 41 s          |
| 9e                     | Trek-Segafredo         | États-Unis             | + 42 min 18 s          |
| 10e                    | Deceuninck-Quick Step  | Belgique               | + 43 min 46 s          |

## Classements UCI
La course attribue des points au Classement mondial UCI 2019 selon le barème suivant.
| Position           | 1er | 2e  | 3e  | 4e  | 5e  | 6e  | 7e  | 8e  | 9e  | 10e | 11e | 12e | 13e | 14e | 15e | 16e à 20e | 21e à 30e | 31e à 50e | 51e à 55e | 56e à 60e |
| Classement général | 500 | 400 | 325 | 275 | 225 | 175 | 150 | 125 | 100 | 80  | 70  | 60  | 50  | 40  | 35  | 30        | 20        | 10        | 5         | 3         |
| Par étapes         | 60  | 25  | 10  |     |     |     |     |     |     |     |     |     |     |     |     |           |           |           |           |           |
| Leader             | 10  |     |     |     |     |     |     |     |     |     |     |     |     |     |     |           |           |           |           |           |

## Évolution des classements

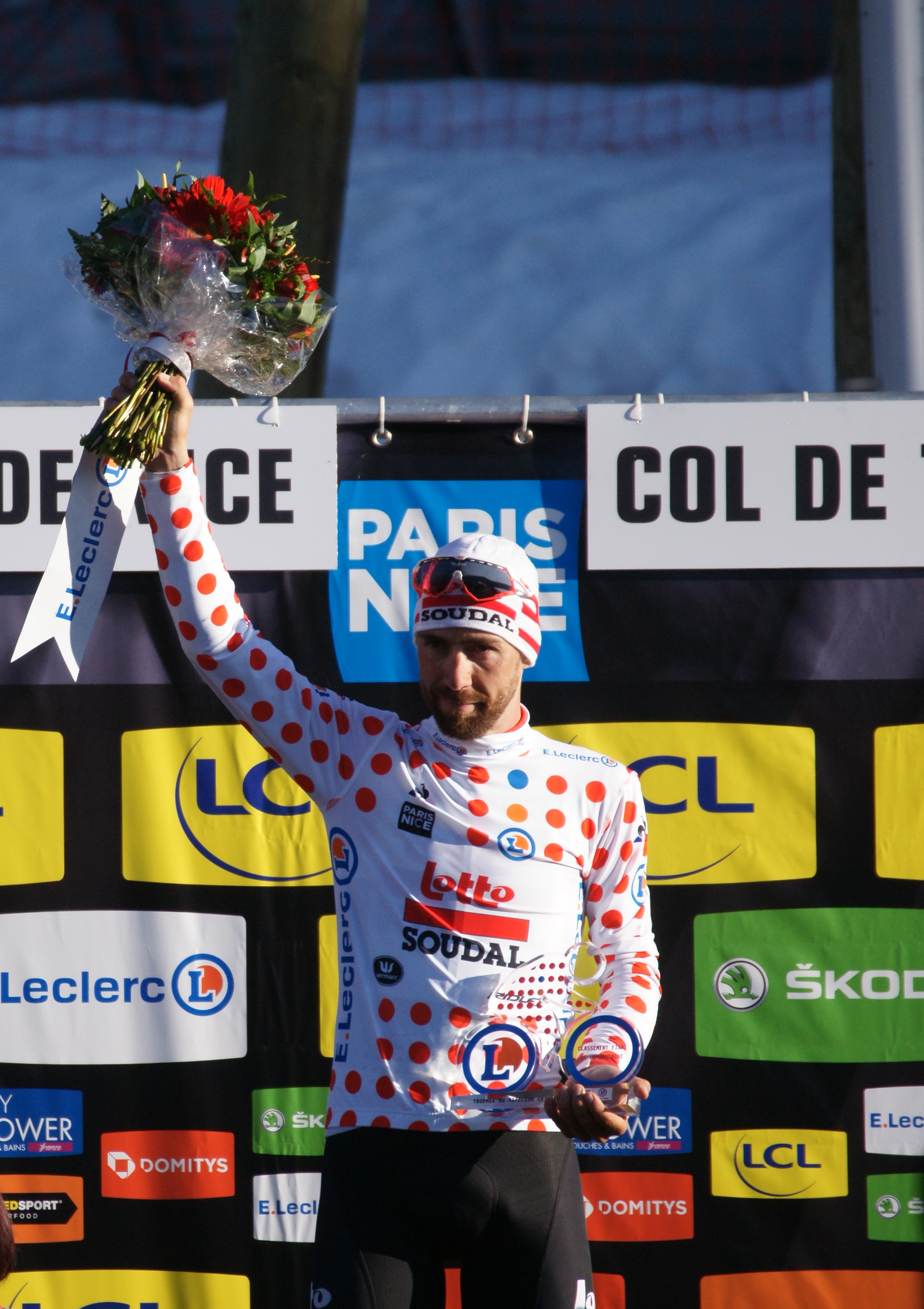
Thomas De Gendt vainqueur du classement de la montagne.
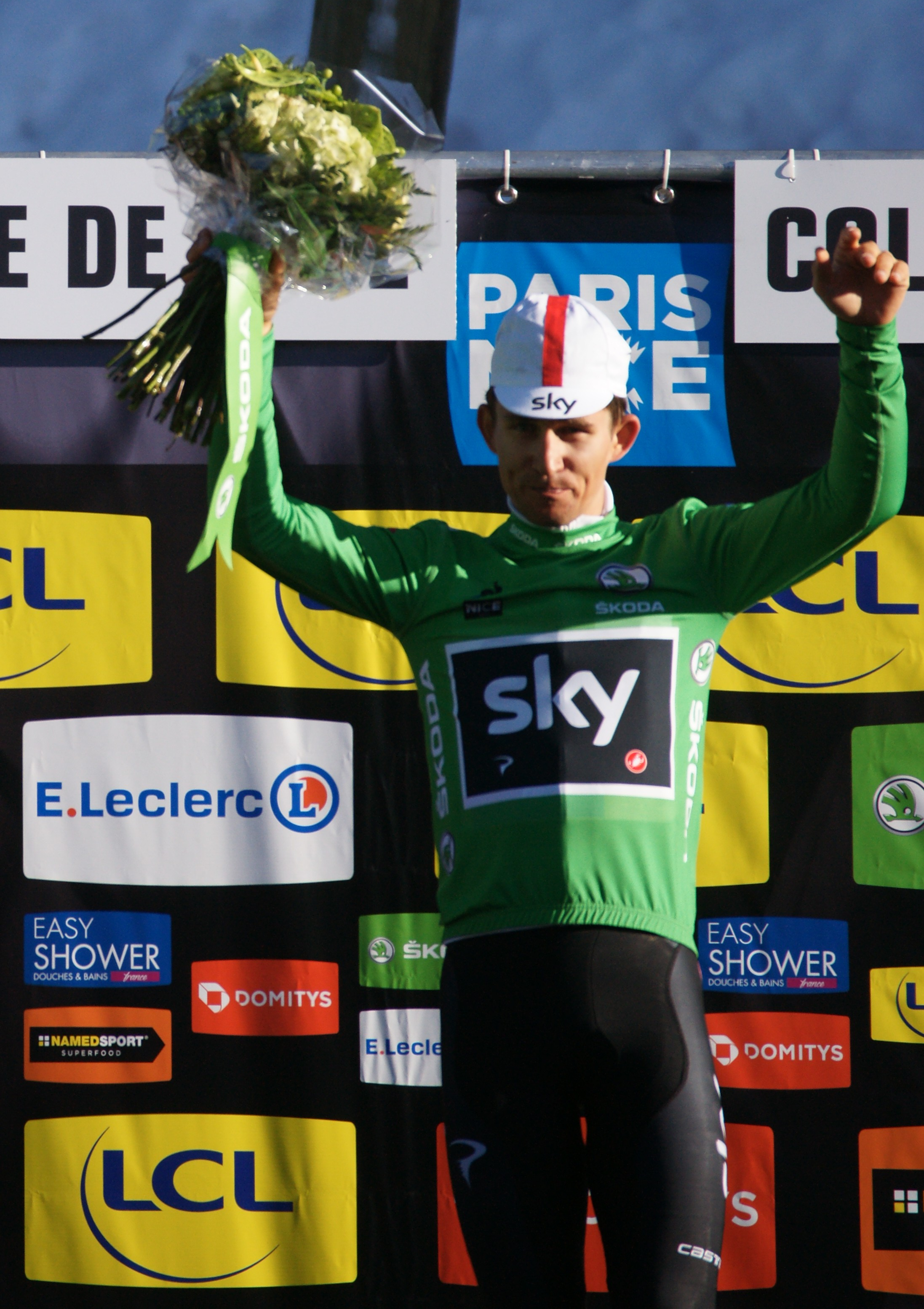
Michał Kwiatkowski vainqueur du classement par points.
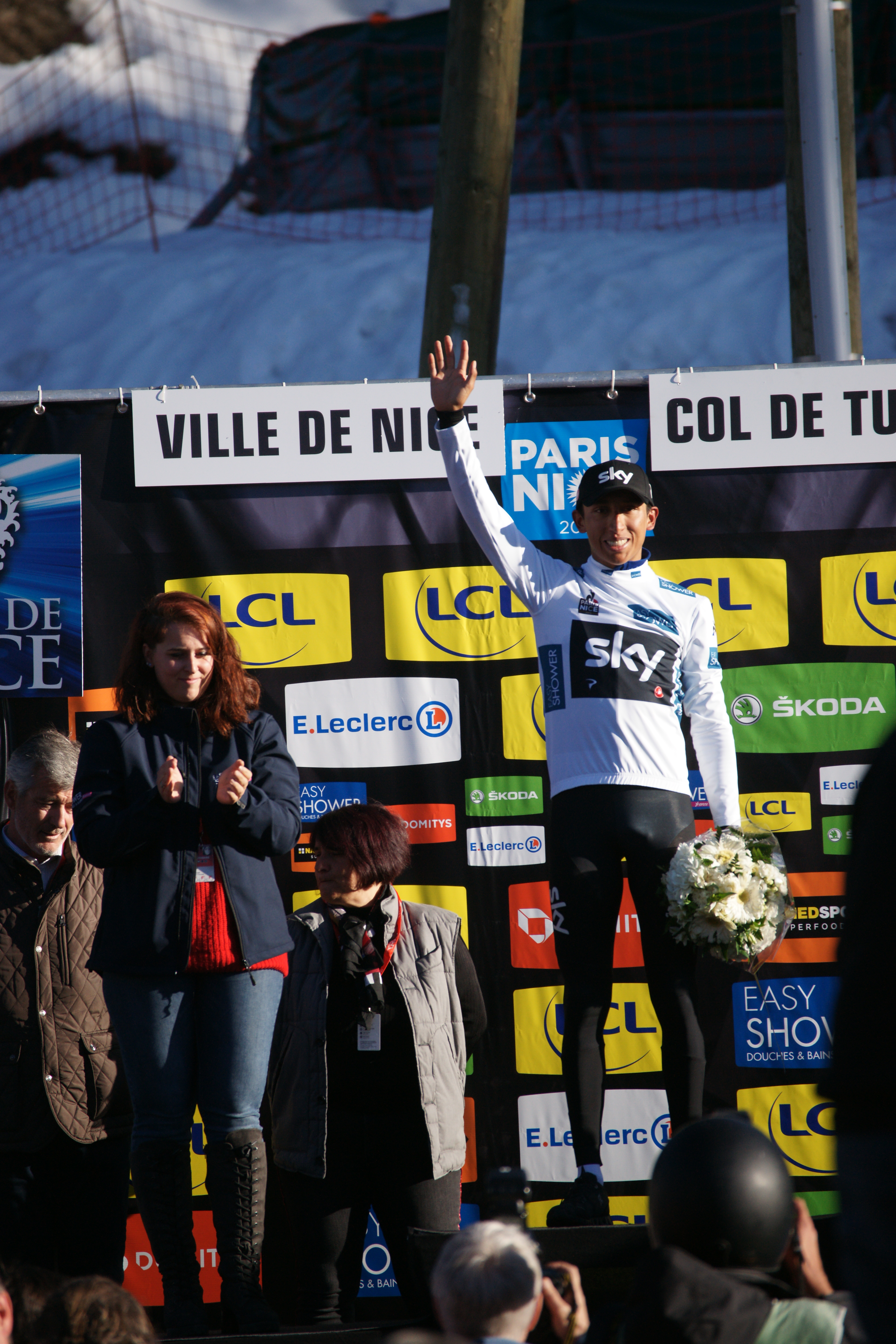
Egan Bernal vainqueur du classement du meilleur jeune.

Le classement général, dont le leader porte le maillot jaune, s'établit en additionnant les temps réalisés à chaque étape, puis en ôtant d'éventuelles bonifications (10, 6 et 4 s à l'arrivée des étapes en ligne et 3, 2 et 1 s à chaque sprint intermédiaire). En cas d'égalité, les critères de départage, dans l'ordre, sont : centièmes de seconde enregistrés lors du contre-la-montre, addition des places obtenues lors de chaque étape, place obtenue lors de la dernière étape.
Le classement par points, dont le leader porte le maillot vert, est l'addition des points attribués à l'arrivée des étapes (15, 12, 9 et 7 points, puis en ôtant 1 pt par place perdue jusqu'au 10e, qui reçoit donc 1 pt) et aux sprints intermédiaires (3, 2 et 1 points). En cas d'égalité de points, les critères de départage, dans l'ordre, sont : nombre de victoires d'étape, de sprints intermédiaires, classement général.
Le classement du meilleur grimpeur, dont le leader porte le maillot à pois, consiste en l'addition des points obtenus au sommet des ascensions de 1re (10, 8, 6, 4, 3, 2 et 1 pts), 2e (7, 5, 3, 2 et 1 pts) et 3e (4, 2 et 1 pts) catégorie. En cas d'égalité de points, les critères de départage, dans l'ordre, sont : nombre de premières places dans les ascensions de 1re, puis de 2e, enfin de 3e catégorie, classement général.
Le classement du meilleur jeune, dont le leader porte le maillot blanc, est le classement général des coureurs nés depuis le 1er janvier 1994.
Le classement par équipes de l'étape est l'addition des trois meilleurs temps individuels de chaque équipe. En cas d'égalité, les critères de départage, dans l'ordre, sont : addition des places des trois premiers coureurs des équipes concernées, place du meilleur coureur sur l'étape. Calculer le classement par équipes revient à additionner les classements par équipes de chaque étape. En cas d'égalité, les critères de départage, dans l'ordre, sont : nombre de premières places dans le classement par équipes du jour, nombre de deuxièmes places dans le classement par équipes du jour, etc., place au classement général du meilleur coureur des équipes concernées.
| Étape              | Vainqueur           | Classement général | Classement par points | Classement de la montagne | Classement du meilleur jeune | Classement par équipes |
| ------------------ | ------------------- | ------------------ | --------------------- | ------------------------- | ---------------------------- | ---------------------- |
| 1                  | Dylan Groenewegen   | Dylan Groenewegen  | Dylan Groenewegen     | Damien Gaudin             | Caleb Ewan                   | Bora-Hansgrohe         |
| 2                  | Dylan Groenewegen   | Dylan Groenewegen  | Dylan Groenewegen     | Damien Gaudin             | Egan Bernal                  | Jumbo-Visma            |
| 3                  | Sam Bennett         | Dylan Groenewegen  | Dylan Groenewegen     | Damien Gaudin             | Egan Bernal                  | Jumbo-Visma            |
| 4                  | Magnus Cort Nielsen | Michał Kwiatkowski | Dylan Groenewegen     | Thomas De Gendt           | Egan Bernal                  | AG2R La Mondiale       |
| 5                  | Simon Yates         | Michał Kwiatkowski | Dylan Groenewegen     | Thomas De Gendt           | Egan Bernal                  | EF Education First     |
| 6                  | Sam Bennett         | Michał Kwiatkowski | Sam Bennett           | Thomas De Gendt           | Egan Bernal                  | Sky                    |
| 7                  | Daniel Martínez     | Egan Bernal        | Michał Kwiatkowski    | Thomas De Gendt           | Egan Bernal                  | Sky                    |
| 8                  | Ion Izagirre        | Egan Bernal        | Michał Kwiatkowski    | Thomas De Gendt           | Egan Bernal                  | Sky                    |
| Classements finals | Classements finals  | Egan Bernal        | Michał Kwiatkowski    | Thomas De Gendt           | Egan Bernal                  | Sky                    |

## Liste des participants
- Liste de départ complète

| Légende                             | Légende                                                                                         | Légende                         | Légende                                                                                                  |
| ----------------------------------- | ----------------------------------------------------------------------------------------------- | ------------------------------- | --- |
| Num                                 | Dossard de départ porté par le coureur sur ce Paris-Nice                                        | Pos                             | Position finale au classement général                                                                    |
| Leader du classement général        | Indique le vainqueur du classement général                                                      | Leader du classement par points | Indique le vainqueur du classement par points                                                            |
| Leader du classement de la montagne | Indique le vainqueur du classement de la montagne                                               |                                 | Indique un maillot de champion national ou mondial, suivi de sa spécialité                               |
| #                                   | Indique la meilleure équipe                                                                     | NP                              | Indique un coureur qui n'a pas pris le départ d'une étape, suivi du numéro de l'étape où il s'est retiré |
| AB                                  | Indique un coureur qui n'a pas terminé une étape, suivi du numéro de l'étape où il s'est retiré | HD                              | Indique un coureur qui a terminé une étape hors des délais, suivi du numéro de l'étape                   |
| DSQ                                 | Indique un coureur qui a été disqualifié de la course, suivi du numéro de l'étape               |                                 | |

| Movistar Team MOV | Movistar Team MOV      | Movistar Team MOV |
| ----------------- | ---------------------- | ----------------- |
| Num               | Coureur                | Pos               |
| 1                 | Marc Soler (ESP)       | 50e               |
| 2                 | Winner Anacona (COL)   | 33e               |
| 3                 | Héctor Carretero (ESP) | 77e               |
| 4                 | Imanol Erviti (ESP)    | 80e               |
| 5                 | Nairo Quintana (COL)   | 2e                |
| 6                 | Jürgen Roelandts (BEL) | 94e               |
| 7                 | Rafael Valls (ESP)     | AB-6              |

| Mitchelton-Scott MTS | Mitchelton-Scott MTS         | Mitchelton-Scott MTS |
| -------------------- | ---------------------------- | -------------------- |
| Num                  | Coureur                      | Pos                  |
| 11                   | Simon Yates (GBR)            | 25e                  |
| 12                   | Jack Bauer (NZL)             | 97e                  |
| 13                   | Esteban Chaves (COL)         | 51e                  |
| 14                   | Jack Haig (AUS)              | 4e                   |
| 15                   | Luka Mezgec (SLO)            | AB-8                 |
| 16                   | Mikel Nieve (ESP)            | 56e                  |
| 17                   | Matteo Trentin (ITA) (route) | 39e                  |

| Astana AST | Astana AST                   | Astana AST |
| ---------- | ---------------------------- | ---------- |
| Num        | Coureur                      | Pos        |
| 21         | Miguel Ángel López (COL)     | 28e        |
| 22         | Laurens De Vreese (BEL)      | 89e        |
| 23         | Hugo Houle (CAN)             | 23e        |
| 24         | Gorka Izagirre (ESP) (route) | AB-2       |
| 25         | Ion Izagirre (ESP)           | 21e        |
| 26         | Magnus Cort Nielsen (DEN)    | 71e        |
| 27         | Luis León Sánchez (ESP)      | 9e         |

| Lotto-Soudal LTS | Lotto-Soudal LTS      | Lotto-Soudal LTS |
| ---------------- | --------------------- | ---------------- |
| Num              | Coureur               | Pos              |
| 31               | Caleb Ewan (AUS)      | NP-7             |
| 32               | Jasper De Buyst (BEL) | AB-1             |
| 33               | Thomas De Gendt (BEL) | 58e              |
| 34               | Adam Hansen (AUS)     | 68e              |
| 35               | Roger Kluge (GER)     | AB-8             |
| 36               | Nikolas Maes (BEL)    | 100e             |
| 37               | Maxime Monfort (BEL)  | 30e              |

| Bahrain-Merida TBM | Bahrain-Merida TBM        | Bahrain-Merida TBM |
| ------------------ | ------------------------- | ------------------ |
| Num                | Coureur                   | Pos                |
| 41                 | Domenico Pozzovivo (ITA)  | 26e                |
| 42                 | Sonny Colbrelli (ITA)     | 49e                |
| 43                 | Iván García Cortina (ESP) | 46e                |
| 44                 | Heinrich Haussler (AUS)   | 60e                |
| 45                 | Kristjan Koren (SLO)      | 69e                |
| 46                 | Domen Novak (SLO)         | AB-3               |
| 47                 | Dylan Teuns (BEL)         | 17e                |

| Bora-Hansgrohe BOH | Bora-Hansgrohe BOH        | Bora-Hansgrohe BOH |
| ------------------ | ------------------------- | ------------------ |
| Num                | Coureur                   | Pos                |
| 51                 | Patrick Konrad (AUT)      | 36e                |
| 52                 | Sam Bennett (IRL)         | AB-7               |
| 53                 | Jempy Drucker (LUX)       | AB-8               |
| 54                 | Felix Großschartner (AUT) | 12e                |
| 55                 | Christoph Pfingsten (GER) | AB-8               |
| 56                 | Paweł Poljański (POL)     | 47e                |
| 57                 | Michael Schwarzmann (GER) | AB-8               |

| AG2R La Mondiale ALM | AG2R La Mondiale ALM    | AG2R La Mondiale ALM |
| -------------------- | ----------------------- | -------------------- |
| Num                  | Coureur                 | Pos                  |
| 61                   | Romain Bardet (FRA)     | 5e                   |
| 62                   | Mikaël Cherel (FRA)     | 22e                  |
| 63                   | Benoît Cosnefroy (FRA)  | 79e                  |
| 64                   | Mathias Frank (SUI)     | AB-7                 |
| 65                   | Tony Gallopin (FRA)     | NP-8                 |
| 66                   | Oliver Naesen (BEL)     | 13e                  |
| 67                   | Stijn Vandenbergh (BEL) | 61e                  |

| Team Sky SKY | Team Sky SKY                     | Team Sky SKY |
| ------------ | -------------------------------- | ------------ |
| Num          | Coureur                          | Pos          |
| 71           | Egan Bernal (COL)                | 1er          |
| 72           | Tao Geoghegan Hart (GBR)         | 32e          |
| 73           | Sebastián Henao (COL)            | 57e          |
| 74           | Michał Kwiatkowski (POL) (route) | 3e           |
| 75           | Jhonatan Narváez (ECU)           | 81e          |
| 76           | Luke Rowe (GBR)                  | 104e         |
| 77           | Iván Sosa (COL)                  | 41e          |

| UAE Team Emirates UAD | UAE Team Emirates UAD    | UAE Team Emirates UAD |
| --------------------- | ------------------------ | --------------------- |
| Num                   | Coureur                  | Pos                   |
| 81                    | Sergio Henao (COL)       | 31e                   |
| 82                    | Fabio Aru (ITA)          | AB-3                  |
| 83                    | Sven Erik Bystrøm (NOR)  | 99e                   |
| 84                    | Alexander Kristoff (NOR) | NP-8                  |
| 85                    | Marco Marcato (ITA)      | 62e                   |
| 86                    | Rory Sutherland (AUS)    | 113e                  |
| 87                    | Diego Ulissi (ITA)       | AB-6                  |

| Trek-Segafredo TFS | Trek-Segafredo TFS      | Trek-Segafredo TFS |
| ------------------ | ----------------------- | ------------------ |
| Num                | Coureur                 | Pos                |
| 91                 | John Degenkolb (GER)    | 75e                |
| 92                 | Julien Bernard (FRA)    | 34e                |
| 93                 | Giulio Ciccone (ITA)    | 37e                |
| 94                 | Koen de Kort (NED)      | 85e                |
| 95                 | Alex Kirsch (LUX)       | 76e                |
| 96                 | Jarlinson Pantano (COL) | 54e                |
| 97                 | Edward Theuns (BEL)     | 35e                |

| Groupama-FDJ GFC | Groupama-FDJ GFC          | Groupama-FDJ GFC |
| ---------------- | ------------------------- | ---------------- |
| Num              | Coureur                   | Pos              |
| 101              | Arnaud Démare (FRA)       | 70e              |
| 102              | Jacopo Guarnieri (ITA)    | 102e             |
| 103              | Ignatas Konovalovas (LTU) | 88e              |
| 104              | Olivier Le Gac (FRA)      | 84e              |
| 105              | Valentin Madouas (FRA)    | 11e              |
| 106              | Rudy Molard (FRA)         | 7e               |
| 107              | Ramon Sinkeldam (NED)     | 108e             |

| Deceuninck-Quick Step DQT | Deceuninck-Quick Step DQT           | Deceuninck-Quick Step DQT |
| ------------------------- | ----------------------------------- | ------------------------- |
| Num                       | Coureur                             | Pos                       |
| 111                       | Bob Jungels (LUX) (route et chrono) | 8e                        |
| 112                       | Tim Declercq (BEL)                  | 64e                       |
| 113                       | Philippe Gilbert (BEL)              | 15e                       |
| 114                       | Fabio Jakobsen (NED)                | AB-6                      |
| 115                       | Iljo Keisse (BEL)                   | 115e                      |
| 116                       | Fabio Sabatini (ITA)                | 103e                      |
| 117                       | Florian Sénéchal (FRA)              | AB-8                      |

| Katusha-Alpecin TKA | Katusha-Alpecin TKA    | Katusha-Alpecin TKA |
| ------------------- | ---------------------- | ------------------- |
| Num                 | Coureur                | Pos                 |
| 121                 | Ilnur Zakarin (RUS)    | 10e                 |
| 122                 | Jens Debusschere (BEL) | AB-7                |
| 123                 | Marco Haller (AUT)     | 93e                 |
| 124                 | Reto Hollenstein (SUI) | 82e                 |
| 125                 | Marcel Kittel (GER)    | AB-4                |
| 126                 | Nils Politt (GER)      | 48e                 |
| 127                 | Simon Špilak (SLO)     | 59e                 |

| Arkéa-Samsic PCB | Arkéa-Samsic PCB     | Arkéa-Samsic PCB |
| ---------------- | -------------------- | ---------------- |
| Num              | Coureur              | Pos              |
| 131              | Warren Barguil (FRA) | AB-2             |
| 132              | Maxime Bouet (FRA)   | AB-2             |
| 133              | Élie Gesbert (FRA)   | 38e              |
| 134              | André Greipel (GER)  | 95e              |
| 135              | Amaël Moinard (FRA)  | 74e              |
| 136              | Laurent Pichon (FRA) | 83e              |
| 137              | Bram Welten (NED)    | AB-7             |

| Team Jumbo-Visma TJV | Team Jumbo-Visma TJV        | Team Jumbo-Visma TJV |
| -------------------- | --------------------------- | -------------------- |
| Num                  | Coureur                     | Pos                  |
| 141                  | Dylan Groenewegen (NED)     | NP-7                 |
| 142                  | George Bennett (NZL)        | 6e                   |
| 143                  | Pascal Eenkhoorn (NED)      | 78e                  |
| 144                  | Amund Grøndahl Jansen (NOR) | 87e                  |
| 145                  | Bert-Jan Lindeman (NED)     | 65e                  |
| 146                  | Mike Teunissen (NED)        | 55e                  |
| 147                  | Maarten Wynants (BEL)       | AB-8                 |

| EF Education First EF1 | EF Education First EF1         | EF Education First EF1 |
| ---------------------- | ------------------------------ | ---------------------- |
| Num                    | Coureur                        | Pos                    |
| 151                    | Rigoberto Urán (COL)           | AB-2                   |
| 152                    | Lawson Craddock (USA)          | AB-6                   |
| 153                    | Mitchell Docker (AUS)          | 91e                    |
| 154                    | Daniel Martínez (COL) (chrono) | 18e                    |
| 155                    | Daniel McLay (GBR)             | NP-8                   |
| 156                    | Thomas Scully (NZL)            | 109e                   |
| 157                    | Tejay van Garderen (USA)       | 19e                    |

| Team Sunweb SUN | Team Sunweb SUN        | Team Sunweb SUN |
| --------------- | ---------------------- | --------------- |
| Num             | Coureur                | Pos             |
| 161             | Michael Matthews (AUS) | AB-1            |
| 162             | Jan Bakelants (BEL)    | 98e             |
| 163             | Roy Curvers (NED)      | AB-8            |
| 164             | Wilco Kelderman (NED)  | 14e             |
| 165             | Casper Pedersen (DEN)  | 96e             |
| 166             | Martijn Tusveld (NED)  | AB-1            |
| 167             | Louis Vervaeke (BEL)   | AB-6            |

| Cofidis, Solutions Crédits COF | Cofidis, Solutions Crédits COF | Cofidis, Solutions Crédits COF |
| ------------------------------ | ------------------------------ | ------------------------------ |
| Num                            | Coureur                        | Pos                            |
| 171                            | Christophe Laporte (FRA)       | NP-8                           |
| 172                            | Nicolas Edet (FRA)             | 40e                            |
| 173                            | Jesper Hansen (DEN)            | 67e                            |
| 174                            | Mathias Le Turnier (FRA)       | 72e                            |
| 175                            | Pierre-Luc Périchon (FRA)      | 66e                            |
| 176                            | Geoffrey Soupe (FRA)           | 112e                           |
| 177                            | Bert Van Lerberghe (BEL)       | 110e                           |

| Dimension Data TDD | Dimension Data TDD         | Dimension Data TDD |
| ------------------ | -------------------------- | ------------------ |
| Num                | Coureur                    | Pos                |
| 181                | Mark Cavendish (GBR)       | AB-2               |
| 182                | Lars Bak (DEN)             | AB-6               |
| 183                | Edvald Boasson Hagen (NOR) | NP-7               |
| 184                | Scott Davies (GBR)         | 52e                |
| 185                | Bernhard Eisel (AUT)       | 107e               |
| 186                | Louis Meintjes (RSA)       | AB-2               |
| 187                | Julien Vermote (BEL)       | 118e               |

| CCC Team CPT | CCC Team CPT               | CCC Team CPT |
| ------------ | -------------------------- | ------------ |
| Num          | Coureur                    | Pos          |
| 191          | Amaro Antunes (POR)        | 29e          |
| 192          | William Barta (USA)        | 114e         |
| 193          | Víctor de la Parte (ESP)   | 43e          |
| 194          | Alessandro De Marchi (ITA) | 27e          |
| 195          | Jakub Mareczko (ITA)       | AB-7         |
| 196          | Laurens ten Dam (NED)      | 44e          |
| 197          | Francisco Ventoso (ESP)    | AB-6         |

| Direct Énergie TDE | Direct Énergie TDE      | Direct Énergie TDE |
| ------------------ | ----------------------- | ------------------ |
| Num                | Coureur                 | Pos                |
| 201                | Lilian Calmejane (FRA)  | 16e                |
| 202                | Niccolò Bonifazio (ITA) | 105e               |
| 203                | Damien Gaudin (FRA)     | AB-8               |
| 204                | Jonathan Hivert (FRA)   | 42e                |
| 205                | Adrien Petit (FRA)      | 101e               |
| 206                | Niki Terpstra (NED)     | 63e                |
| 207                | Anthony Turgis (FRA)    | 73e                |

| Vital Concept-B&B Hotels VCB | Vital Concept-B&B Hotels VCB | Vital Concept-B&B Hotels VCB |
| ---------------------------- | ---------------------------- | ---------------------------- |
| Num                          | Coureur                      | Pos                          |
| 211                          | Bryan Coquard (FRA)          | 86e                          |
| 212                          | Kris Boeckmans (BEL)         | 116e                         |
| 213                          | Cyril Gautier (FRA)          | 20e                          |
| 214                          | Patrick Müller (SUI)         | 90e                          |
| 215                          | Quentin Pacher (FRA)         | 45e                          |
| 216                          | Kévin Réza (FRA)             | AB-8                         |
| 217                          | Arthur Vichot (FRA)          | AB-7                         |

| Delko Marseille Provence DMP | Delko Marseille Provence DMP | Delko Marseille Provence DMP |
| ---------------------------- | ---------------------------- | ---------------------------- |
| Num                          | Coureur                      | Pos                          |
| 221                          | Romain Combaud (FRA)         | 53e                          |
| 222                          | Julien El Fares (FRA)        | 24e                          |
| 223                          | Alessandro Fedeli (ITA)      | 111e                         |
| 224                          | Mauro Finetto (ITA)          | 92e                          |
| 225                          | Eduard-Michael Grosu (ROU)   | 117e                         |
| 226                          | Ramūnas Navardauskas (LTU)   | AB-8                         |
| 227                          | Evaldas Šiškevičius (LTU)    | 106e                         |

| Movistar Team MOV | Movistar Team MOV      | Movistar Team MOV |
| ----------------- | ---------------------- | ----------------- |
| Num               | Coureur                | Pos               |
| 1                 | Marc Soler (ESP)       | 50e               |
| 2                 | Winner Anacona (COL)   | 33e               |
| 3                 | Héctor Carretero (ESP) | 77e               |
| 4                 | Imanol Erviti (ESP)    | 80e               |
| 5                 | Nairo Quintana (COL)   | 2e                |
| 6                 | Jürgen Roelandts (BEL) | 94e               |
| 7                 | Rafael Valls (ESP)     | AB-6              |

| Mitchelton-Scott MTS | Mitchelton-Scott MTS         | Mitchelton-Scott MTS |
| -------------------- | ---------------------------- | -------------------- |
| Num                  | Coureur                      | Pos                  |
| 11                   | Simon Yates (GBR)            | 25e                  |
| 12                   | Jack Bauer (NZL)             | 97e                  |
| 13                   | Esteban Chaves (COL)         | 51e                  |
| 14                   | Jack Haig (AUS)              | 4e                   |
| 15                   | Luka Mezgec (SLO)            | AB-8                 |
| 16                   | Mikel Nieve (ESP)            | 56e                  |
| 17                   | Matteo Trentin (ITA) (route) | 39e                  |

| Astana AST | Astana AST                   | Astana AST |
| ---------- | ---------------------------- | ---------- |
| Num        | Coureur                      | Pos        |
| 21         | Miguel Ángel López (COL)     | 28e        |
| 22         | Laurens De Vreese (BEL)      | 89e        |
| 23         | Hugo Houle (CAN)             | 23e        |
| 24         | Gorka Izagirre (ESP) (route) | AB-2       |
| 25         | Ion Izagirre (ESP)           | 21e        |
| 26         | Magnus Cort Nielsen (DEN)    | 71e        |
| 27         | Luis León Sánchez (ESP)      | 9e         |

| Lotto-Soudal LTS | Lotto-Soudal LTS      | Lotto-Soudal LTS |
| ---------------- | --------------------- | ---------------- |
| Num              | Coureur               | Pos              |
| 31               | Caleb Ewan (AUS)      | NP-7             |
| 32               | Jasper De Buyst (BEL) | AB-1             |
| 33               | Thomas De Gendt (BEL) | 58e              |
| 34               | Adam Hansen (AUS)     | 68e              |
| 35               | Roger Kluge (GER)     | AB-8             |
| 36               | Nikolas Maes (BEL)    | 100e             |
| 37               | Maxime Monfort (BEL)  | 30e              |

| Bahrain-Merida TBM | Bahrain-Merida TBM        | Bahrain-Merida TBM |
| ------------------ | ------------------------- | ------------------ |
| Num                | Coureur                   | Pos                |
| 41                 | Domenico Pozzovivo (ITA)  | 26e                |
| 42                 | Sonny Colbrelli (ITA)     | 49e                |
| 43                 | Iván García Cortina (ESP) | 46e                |
| 44                 | Heinrich Haussler (AUS)   | 60e                |
| 45                 | Kristjan Koren (SLO)      | 69e                |
| 46                 | Domen Novak (SLO)         | AB-3               |
| 47                 | Dylan Teuns (BEL)         | 17e                |

| Bora-Hansgrohe BOH | Bora-Hansgrohe BOH        | Bora-Hansgrohe BOH |
| ------------------ | ------------------------- | ------------------ |
| Num                | Coureur                   | Pos                |
| 51                 | Patrick Konrad (AUT)      | 36e                |
| 52                 | Sam Bennett (IRL)         | AB-7               |
| 53                 | Jempy Drucker (LUX)       | AB-8               |
| 54                 | Felix Großschartner (AUT) | 12e                |
| 55                 | Christoph Pfingsten (GER) | AB-8               |
| 56                 | Paweł Poljański (POL)     | 47e                |
| 57                 | Michael Schwarzmann (GER) | AB-8               |

| AG2R La Mondiale ALM | AG2R La Mondiale ALM    | AG2R La Mondiale ALM |
| -------------------- | ----------------------- | -------------------- |
| Num                  | Coureur                 | Pos                  |
| 61                   | Romain Bardet (FRA)     | 5e                   |
| 62                   | Mikaël Cherel (FRA)     | 22e                  |
| 63                   | Benoît Cosnefroy (FRA)  | 79e                  |
| 64                   | Mathias Frank (SUI)     | AB-7                 |
| 65                   | Tony Gallopin (FRA)     | NP-8                 |
| 66                   | Oliver Naesen (BEL)     | 13e                  |
| 67                   | Stijn Vandenbergh (BEL) | 61e                  |

| Team Sky SKY | Team Sky SKY                     | Team Sky SKY |
| ------------ | -------------------------------- | ------------ |
| Num          | Coureur                          | Pos          |
| 71           | Egan Bernal (COL)                | 1er          |
| 72           | Tao Geoghegan Hart (GBR)         | 32e          |
| 73           | Sebastián Henao (COL)            | 57e          |
| 74           | Michał Kwiatkowski (POL) (route) | 3e           |
| 75           | Jhonatan Narváez (ECU)           | 81e          |
| 76           | Luke Rowe (GBR)                  | 104e         |
| 77           | Iván Sosa (COL)                  | 41e          |

| UAE Team Emirates UAD | UAE Team Emirates UAD    | UAE Team Emirates UAD |
| --------------------- | ------------------------ | --------------------- |
| Num                   | Coureur                  | Pos                   |
| 81                    | Sergio Henao (COL)       | 31e                   |
| 82                    | Fabio Aru (ITA)          | AB-3                  |
| 83                    | Sven Erik Bystrøm (NOR)  | 99e                   |
| 84                    | Alexander Kristoff (NOR) | NP-8                  |
| 85                    | Marco Marcato (ITA)      | 62e                   |
| 86                    | Rory Sutherland (AUS)    | 113e                  |
| 87                    | Diego Ulissi (ITA)       | AB-6                  |

| Trek-Segafredo TFS | Trek-Segafredo TFS      | Trek-Segafredo TFS |
| ------------------ | ----------------------- | ------------------ |
| Num                | Coureur                 | Pos                |
| 91                 | John Degenkolb (GER)    | 75e                |
| 92                 | Julien Bernard (FRA)    | 34e                |
| 93                 | Giulio Ciccone (ITA)    | 37e                |
| 94                 | Koen de Kort (NED)      | 85e                |
| 95                 | Alex Kirsch (LUX)       | 76e                |
| 96                 | Jarlinson Pantano (COL) | 54e                |
| 97                 | Edward Theuns (BEL)     | 35e                |

| Groupama-FDJ GFC | Groupama-FDJ GFC          | Groupama-FDJ GFC |
| ---------------- | ------------------------- | ---------------- |
| Num              | Coureur                   | Pos              |
| 101              | Arnaud Démare (FRA)       | 70e              |
| 102              | Jacopo Guarnieri (ITA)    | 102e             |
| 103              | Ignatas Konovalovas (LTU) | 88e              |
| 104              | Olivier Le Gac (FRA)      | 84e              |
| 105              | Valentin Madouas (FRA)    | 11e              |
| 106              | Rudy Molard (FRA)         | 7e               |
| 107              | Ramon Sinkeldam (NED)     | 108e             |

| Deceuninck-Quick Step DQT | Deceuninck-Quick Step DQT           | Deceuninck-Quick Step DQT |
| ------------------------- | ----------------------------------- | ------------------------- |
| Num                       | Coureur                             | Pos                       |
| 111                       | Bob Jungels (LUX) (route et chrono) | 8e                        |
| 112                       | Tim Declercq (BEL)                  | 64e                       |
| 113                       | Philippe Gilbert (BEL)              | 15e                       |
| 114                       | Fabio Jakobsen (NED)                | AB-6                      |
| 115                       | Iljo Keisse (BEL)                   | 115e                      |
| 116                       | Fabio Sabatini (ITA)                | 103e                      |
| 117                       | Florian Sénéchal (FRA)              | AB-8                      |

| Katusha-Alpecin TKA | Katusha-Alpecin TKA    | Katusha-Alpecin TKA |
| ------------------- | ---------------------- | ------------------- |
| Num                 | Coureur                | Pos                 |
| 121                 | Ilnur Zakarin (RUS)    | 10e                 |
| 122                 | Jens Debusschere (BEL) | AB-7                |
| 123                 | Marco Haller (AUT)     | 93e                 |
| 124                 | Reto Hollenstein (SUI) | 82e                 |
| 125                 | Marcel Kittel (GER)    | AB-4                |
| 126                 | Nils Politt (GER)      | 48e                 |
| 127                 | Simon Špilak (SLO)     | 59e                 |

| Arkéa-Samsic PCB | Arkéa-Samsic PCB     | Arkéa-Samsic PCB |
| ---------------- | -------------------- | ---------------- |
| Num              | Coureur              | Pos              |
| 131              | Warren Barguil (FRA) | AB-2             |
| 132              | Maxime Bouet (FRA)   | AB-2             |
| 133              | Élie Gesbert (FRA)   | 38e              |
| 134              | André Greipel (GER)  | 95e              |
| 135              | Amaël Moinard (FRA)  | 74e              |
| 136              | Laurent Pichon (FRA) | 83e              |
| 137              | Bram Welten (NED)    | AB-7             |

| Team Jumbo-Visma TJV | Team Jumbo-Visma TJV        | Team Jumbo-Visma TJV |
| -------------------- | --------------------------- | -------------------- |
| Num                  | Coureur                     | Pos                  |
| 141                  | Dylan Groenewegen (NED)     | NP-7                 |
| 142                  | George Bennett (NZL)        | 6e                   |
| 143                  | Pascal Eenkhoorn (NED)      | 78e                  |
| 144                  | Amund Grøndahl Jansen (NOR) | 87e                  |
| 145                  | Bert-Jan Lindeman (NED)     | 65e                  |
| 146                  | Mike Teunissen (NED)        | 55e                  |
| 147                  | Maarten Wynants (BEL)       | AB-8                 |

| EF Education First EF1 | EF Education First EF1         | EF Education First EF1 |
| ---------------------- | ------------------------------ | ---------------------- |
| Num                    | Coureur                        | Pos                    |
| 151                    | Rigoberto Urán (COL)           | AB-2                   |
| 152                    | Lawson Craddock (USA)          | AB-6                   |
| 153                    | Mitchell Docker (AUS)          | 91e                    |
| 154                    | Daniel Martínez (COL) (chrono) | 18e                    |
| 155                    | Daniel McLay (GBR)             | NP-8                   |
| 156                    | Thomas Scully (NZL)            | 109e                   |
| 157                    | Tejay van Garderen (USA)       | 19e                    |

| Team Sunweb SUN | Team Sunweb SUN        | Team Sunweb SUN |
| --------------- | ---------------------- | --------------- |
| Num             | Coureur                | Pos             |
| 161             | Michael Matthews (AUS) | AB-1            |
| 162             | Jan Bakelants (BEL)    | 98e             |
| 163             | Roy Curvers (NED)      | AB-8            |
| 164             | Wilco Kelderman (NED)  | 14e             |
| 165             | Casper Pedersen (DEN)  | 96e             |
| 166             | Martijn Tusveld (NED)  | AB-1            |
| 167             | Louis Vervaeke (BEL)   | AB-6            |

| Cofidis, Solutions Crédits COF | Cofidis, Solutions Crédits COF | Cofidis, Solutions Crédits COF |
| ------------------------------ | ------------------------------ | ------------------------------ |
| Num                            | Coureur                        | Pos                            |
| 171                            | Christophe Laporte (FRA)       | NP-8                           |
| 172                            | Nicolas Edet (FRA)             | 40e                            |
| 173                            | Jesper Hansen (DEN)            | 67e                            |
| 174                            | Mathias Le Turnier (FRA)       | 72e                            |
| 175                            | Pierre-Luc Périchon (FRA)      | 66e                            |
| 176                            | Geoffrey Soupe (FRA)           | 112e                           |
| 177                            | Bert Van Lerberghe (BEL)       | 110e                           |

| Dimension Data TDD | Dimension Data TDD         | Dimension Data TDD |
| ------------------ | -------------------------- | ------------------ |
| Num                | Coureur                    | Pos                |
| 181                | Mark Cavendish (GBR)       | AB-2               |
| 182                | Lars Bak (DEN)             | AB-6               |
| 183                | Edvald Boasson Hagen (NOR) | NP-7               |
| 184                | Scott Davies (GBR)         | 52e                |
| 185                | Bernhard Eisel (AUT)       | 107e               |
| 186                | Louis Meintjes (RSA)       | AB-2               |
| 187                | Julien Vermote (BEL)       | 118e               |

| CCC Team CPT | CCC Team CPT               | CCC Team CPT |
| ------------ | -------------------------- | ------------ |
| Num          | Coureur                    | Pos          |
| 191          | Amaro Antunes (POR)        | 29e          |
| 192          | William Barta (USA)        | 114e         |
| 193          | Víctor de la Parte (ESP)   | 43e          |
| 194          | Alessandro De Marchi (ITA) | 27e          |
| 195          | Jakub Mareczko (ITA)       | AB-7         |
| 196          | Laurens ten Dam (NED)      | 44e          |
| 197          | Francisco Ventoso (ESP)    | AB-6         |

| Direct Énergie TDE | Direct Énergie TDE      | Direct Énergie TDE |
| ------------------ | ----------------------- | ------------------ |
| Num                | Coureur                 | Pos                |
| 201                | Lilian Calmejane (FRA)  | 16e                |
| 202                | Niccolò Bonifazio (ITA) | 105e               |
| 203                | Damien Gaudin (FRA)     | AB-8               |
| 204                | Jonathan Hivert (FRA)   | 42e                |
| 205                | Adrien Petit (FRA)      | 101e               |
| 206                | Niki Terpstra (NED)     | 63e                |
| 207                | Anthony Turgis (FRA)    | 73e                |

| Vital Concept-B&B Hotels VCB | Vital Concept-B&B Hotels VCB | Vital Concept-B&B Hotels VCB |
| ---------------------------- | ---------------------------- | ---------------------------- |
| Num                          | Coureur                      | Pos                          |
| 211                          | Bryan Coquard (FRA)          | 86e                          |
| 212                          | Kris Boeckmans (BEL)         | 116e                         |
| 213                          | Cyril Gautier (FRA)          | 20e                          |
| 214                          | Patrick Müller (SUI)         | 90e                          |
| 215                          | Quentin Pacher (FRA)         | 45e                          |
| 216                          | Kévin Réza (FRA)             | AB-8                         |
| 217                          | Arthur Vichot (FRA)          | AB-7                         |

| Delko Marseille Provence DMP | Delko Marseille Provence DMP | Delko Marseille Provence DMP |
| ---------------------------- | ---------------------------- | ---------------------------- |
| Num                          | Coureur                      | Pos                          |
| 221                          | Romain Combaud (FRA)         | 53e                          |
| 222                          | Julien El Fares (FRA)        | 24e                          |
| 223                          | Alessandro Fedeli (ITA)      | 111e                         |
| 224                          | Mauro Finetto (ITA)          | 92e                          |
| 225                          | Eduard-Michael Grosu (ROU)   | 117e                         |
| 226                          | Ramūnas Navardauskas (LTU)   | AB-8                         |
| 227                          | Evaldas Šiškevičius (LTU)    | 106e                         |